# Zeit des Nationalsozialismus

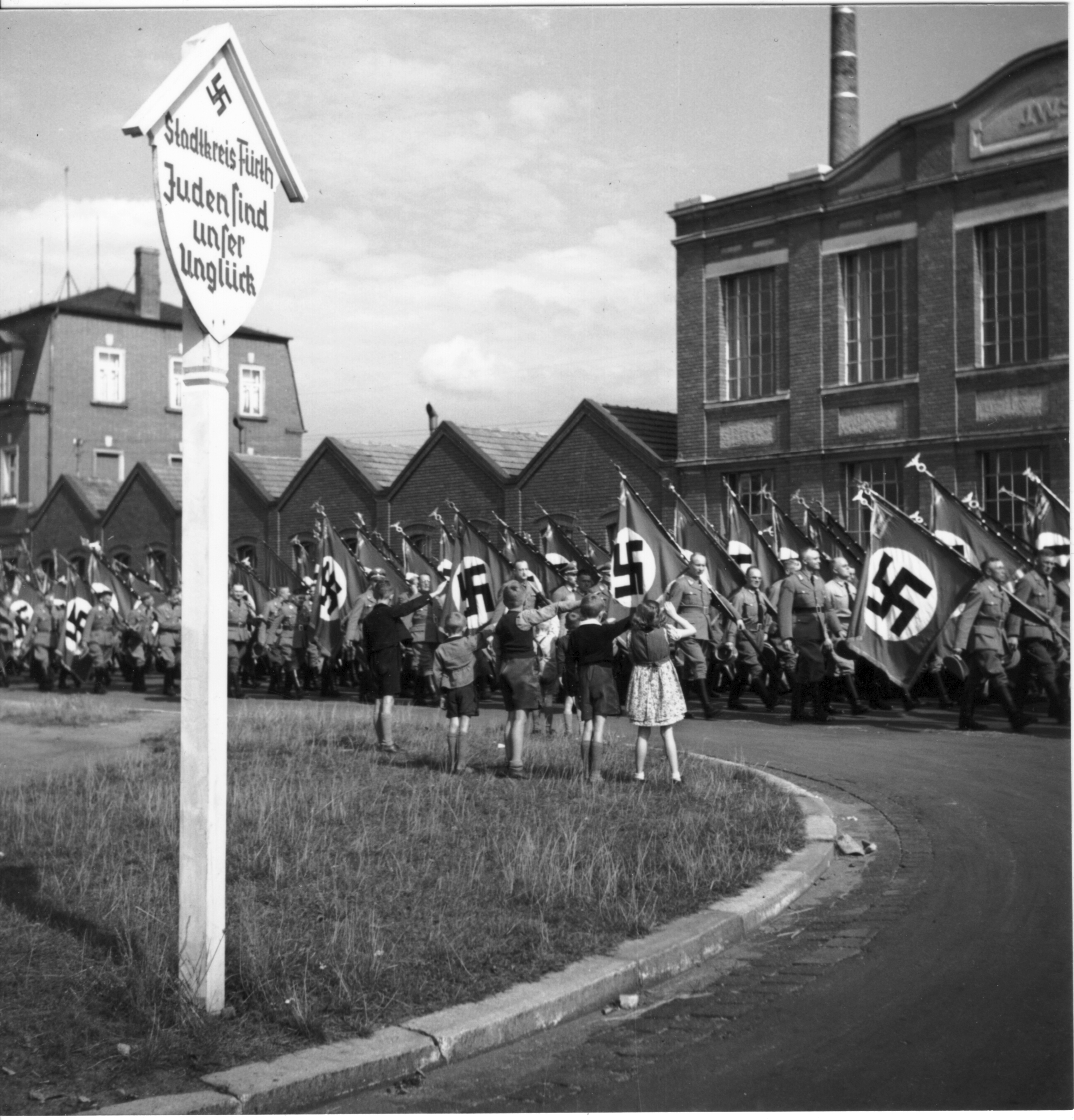
NS-Marschkolonne mit Hakenkreuzfahnen auf dem Rückweg vom Reichsparteitag (vermutlich 1938) an der Stadtgrenze Fürth/Nürnberg, antijüdische Propaganda am Ortsschild und Kinder mit dem (zu jener Zeit vor NS-Fahnen vorgeschriebenen) Hitlergruß. Im Hintergrund ein Fabrikgebäude der „arisierten“, zuvor jüdischen Firma J.W. Spear & Söhne. Im Vordergrund ein Schild mit der Aufschrift „Stadtkreis Fürth / Juden sind unser Unglück“

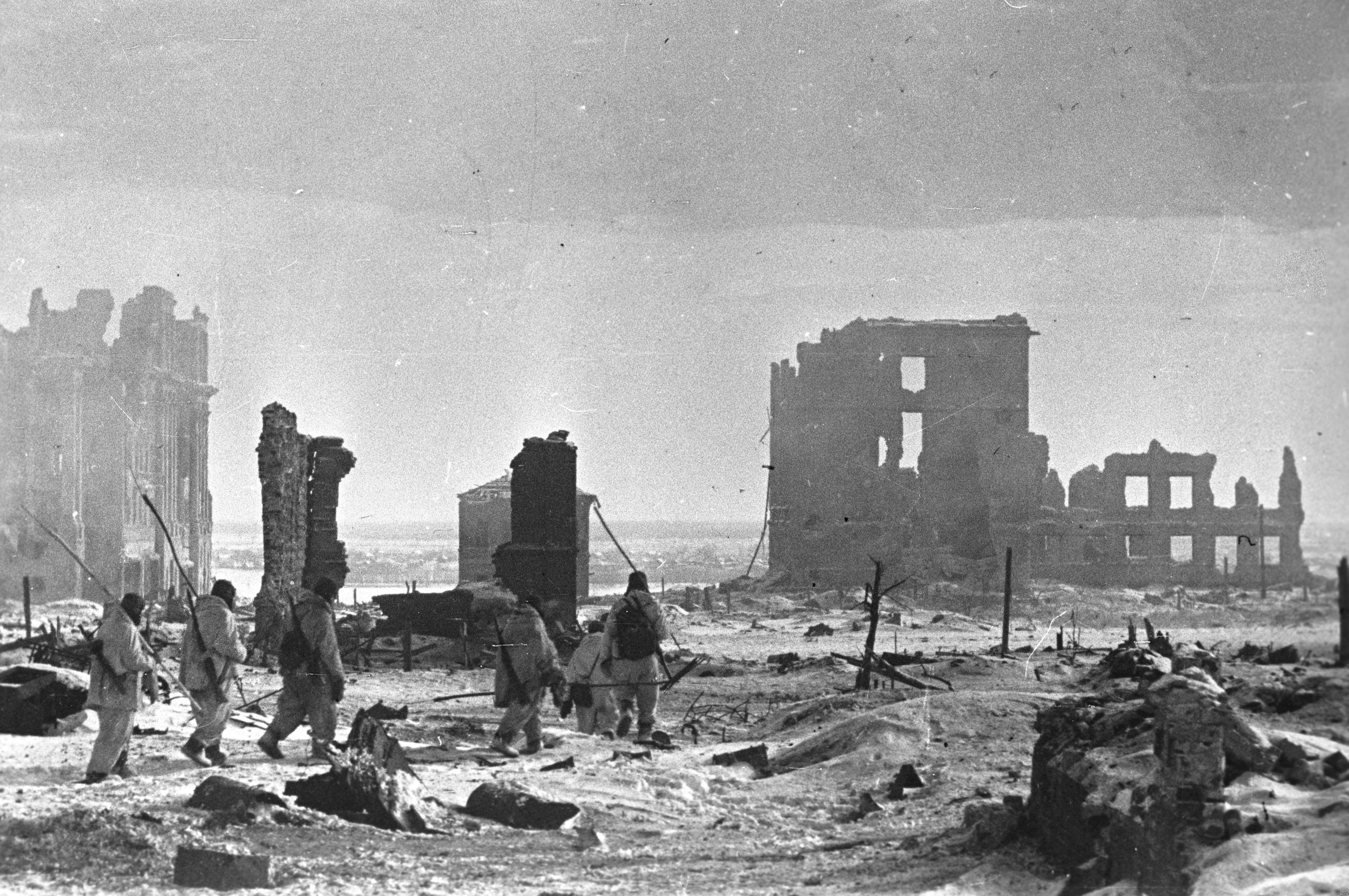
Zentrum von Stalingrad, 2. Februar 1943

Die Zeit des Nationalsozialismus (auch NS-Zeit und NS-Diktatur genannt) umfasst die Zeitspanne von 1933 bis 1945, in der Adolf Hitler im Deutschen Reich eine von der NSDAP gestützte Führerdiktatur, den NS-Staat, etablierte. Die NS-Zeit begann am 30. Januar 1933 mit der Ernennung Hitlers zum Reichskanzler und endete am 8. Mai 1945 mit der bedingungslosen Kapitulation der Wehrmacht vor den Alliierten und ihren Verbündeten.
Mit seiner expansiven und rassistischen Ideologie und Politik entfesselte Hitler den Zweiten Weltkrieg, in welchem die Nationalsozialisten und ihre Helfershelfer Massenverbrechen und Völkermorde verübten.
Leitbild nationalsozialistischer Gesellschaftspolitik war eine in sich geschlossene, rassisch und ideologisch gleichförmige Volksgemeinschaft der „arischen“ „Herrenrasse“. Politisch Andersdenkende und Regimegegner wurden von Anbeginn der NS-Diktatur mit Mitteln des Staatsterrors verfolgt und unter anderem in Konzentrationslager gesperrt. Juden wurden diskriminiert und etwa durch die Nürnberger Gesetze systematisch entrechtet. Die radikalantisemitische Politik der Nationalsozialisten mündete in den Holocaust, der von den Nationalsozialisten als „Endlösung der Judenfrage“ bezeichnet wurde.
Die NS-Außenpolitik war darauf gerichtet, Deutschlands Niederlage im Ersten Weltkrieg vergessen zu machen und die vorherige Großmachtstellung zu erneuern und zu erweitern. Bereits 1933 trat Deutschland aus dem Völkerbund aus; mit der Aufrüstung der Wehrmacht, der Wiedereinführung der allgemeinen Wehrpflicht 1935 sowie der Besetzung des entmilitarisierten Rheinlands 1936 wurde gegen wichtige Teile des Versailler Vertrags verstoßen. 1938 folgte der „Anschluss“ Österreichs an das Deutsche Reich. Im selben Jahr ermöglichte das Münchner Abkommen Deutschland die Eingliederung des Sudetenlandes.
In der Expansionsphase ab 1938 verübten Nationalsozialisten und ihre Anhänger in ganz Europa zahlreiche Verbrechen gegen die Menschlichkeit an ethnischen, religiösen und anderen gesellschaftlichen Minderheiten. Etwa sechs Millionen europäische Juden wurden im historisch beispiellosen Holocaust, bis zu 500.000 Sinti und Roma im Porajmos und etwa 100.000 Menschen mit geistigen und körperlichen Behinderungen im Rahmen der „NS-Krankenmorde“ umgebracht.
Nach der Strategie des Hungerplans ließen die deutschen Besatzer in der Sowjetunion zwischen 1941 und 1944 geschätzt 4,2 Millionen Menschen bewusst verhungern, darunter etwa eine Million Menschen während der Leningrader Blockade. Rund 3,1 Millionen sowjetische Soldaten starben in deutscher Kriegsgefangenschaft.
Die Ära der nationalsozialistischen Diktatur in Deutschland und über weite Teile Europas wird in einem ethisch-moralischen Sinn als Zivilisationsbruch und als Tiefpunkt der deutschen, aber auch der europäischen Geschichte insgesamt angesehen.

## Entstehung und Aufstieg des Nationalsozialismus
Die ideologischen Vorstellungen und gesellschaftlichen Entwicklungen, die sich im Nationalsozialismus bündelten, sind als tief verwurzelt im 19. Jahrhundert anzusehen. Extrem nationalistische, rassistische, antisemitische und chauvinistische Ansichten ließen sich im 19. und 20. Jahrhundert in den meisten europäischen Staaten finden, ohne dass sie aber als repräsentativ für eine ganze Gesellschaft anzusehen seien, heißt es bei Kurt Bauer.
Es habe viele Gründe, dass der Nationalsozialismus „in einem unheilvollen Moment der Geschichte“ zur Macht gelangen konnte: „Monokausale Erklärungsansätze versagen kläglich, wenn es um komplexe Ursachen und Zusammenhänge geht, die den Nationalsozialismus geschichtsmächtig werden ließen.“
Faschismus und Nationalsozialismus gingen in der Sicht Hans-Ulrich Thamers aus der Krise der europäischen bürgerlich-liberalen Ordnung und aus dem Zeitalter der Revolutionen hervor. Beide Bewegungen setzten die Ausbildung und Verfestigung der großen politischen Denkströmungen des 19. Jahrhunderts voraus: Liberalismus, Demokratie, Sozialismus und Konservatismus – und deren Verformung durch Massenmobilisierung und Massenideologie. Ihr Verhältnis zur überkommenen Staats- und Gesellschaftsordnung sei ein doppeltes: sowohl reaktionär als auch revolutionär. Thamer schreibt:

„Sie waren traditionalistisch und modernistisch, antimarxistisch und antibürgerlich. […] Mit dem scheinbaren Sieg der liberalen Demokratien nach 1918 erhoben sich zugleich deren Herausforderer: Bolschewismus, Faschismus und Nationalsozialismus.“

### Folgenreicher Erster Weltkrieg
Als „Urkatastrophe des 20. Jahrhunderts“ hat George F. Kennan den Ersten Weltkrieg bezeichnet und als Auslöser sowohl der Hyperinflation als auch der Weltwirtschaftskrise, des Zweiten Weltkriegs und des Kalten Kriegs gesehen. Die politischen, sozialen und ökonomischen Bedingungen für den Aufstieg des Nationalsozialismus wurden im und durch den Ersten Weltkrieg geschaffen. Für Ian Kershaw ist „ohne den Ersten Weltkrieg und dessen Hinterlassenschaft […] das Dritte Reich nicht denkbar.“ Die Nationalsozialisten hätten das kollektive Trauma instrumentalisiert, indem sie Deutschlands Niederlage 1918 als Katastrophe deuteten, die immer weiter fortgewirkt habe.
Dabei bedienten sie sich verschwörungstheoretischer Deutungsmuster wie dem von den „Novemberverbrechern“ und der Dolchstoßlegende: Juden und Sozialdemokraten seien dem angeblich siegreichen deutschen Heer mit der Novemberrevolution hochverräterisch in den Rücken gefallen. Diese These wurde von weiten Teilen der deutschen Bevölkerung geteilt und war geeignet, die Weimarer Republik nachhaltig zu delegitimieren.
Zum verbreiteten Objekt nationalsozialistischer Empörung und Propaganda wurde zudem der von Siegermächten Deutschland aufgezwungene Versailler Vertrag, der von den meisten Deutschen als ungerecht empfunden und von rechtsstehenden Kreisen als „Versailler Diktat“ geschmäht wurde. Er lud Deutschland und seinen Verbündeten in Artikel 231 die Kriegsschuld auf, was als Grundlage für Reparationsforderungen diente und für klare Fronten in der Kriegsschulddebatte sorgte.
Der Versailler Vertrag brachte den Verlust sämtlicher Kolonien und erheblicher Gebiete im Osten, Norden und Westen Deutschlands mit sich; das Rheinland wurde von Truppen der Siegermächte besetzt, und Deutschland unterlag strengen Rüstungsbeschränkungen. Die Höhe der zu leistenden Reparationszahlungen blieb vorerst unbestimmt; diesbezügliche Leistungen wurden 1920 bis 1923 mittels Ultimaten durchgesetzt. Die dagegen grundsätzlich aufbegehrenden Nationalsozialisten bezeichneten denn auch alle Versuche der Weimarer Regierungen, durch eine Verständigungspolitik mit Frankreich und Großbritannien den Vertrag abzumildern, als „nationalen Verrat“. Für sie war der „Kampf gegen Versailles“ das zentrale Anliegen.
Auch innenpolitisch hatte der Weltkrieg verheerende Folgen, die von den Nationalsozialisten ausgenutzt werden konnten: Er war nämlich über Staatsanleihen finanziert worden, deren Käufern man eine erhebliche Rendite versprochen hatte. Stattdessen entledigte sich das Deutsche Reich durch eine Hyperinflation bis 1923 all seiner Staatsverschuldung, wodurch aber nicht nur die Anleihebesitzer, sondern auch alle Inhaber von Sparguthaben de facto enteignet wurden. Dieser Vertrauensbruch begünstigte den Aufstieg des Nationalsozialismus.
Kurt Bauer hält ohne den Ersten Weltkrieg auch die bolschewistische Oktoberrevolution für kaum möglich, die in Europa eine Verschärfung und Radikalisierung der politischen Auseinandersetzung bewirkt habe: „Der gewaltige und extrem gewaltsame Umsturz der gesellschaftlichen und sozialen Verhältnisse in Russland führte zu Kriegsende und in der Nachkriegszeit zu nicht einfach als irrational abzutuenden Ängsten vor einer ähnlichen Revolution – und damit letztlich zur Neigung, in rechtsextremen, faschistischen Gruppierungen Garanten vor dem Bolschewismus zu sehen.“ Zudem wird mitunter darauf hingewiesen, dass die im Krieg erfahrenen klaren Befehlsstrukturen die Frontgeneration für die angeblichen Vorzüge eines autoritären Systems und für das Führerprinzip empfänglich gemacht hätten.
Ein weiterer Faktor, der die Weimarer Republik stark belastete und der NS-Bewegung Vorschub leistete, war das Überdauern undemokratischer Traditionen in Staat und Gesellschaft: Die Novemberrevolution hatte die meisten der kaiserlichen Beamten, Richter, Universitätsprofessoren usw. in ihren Ämtern belassen. In der zu Anfang der 1930er Jahre von schweren Krisen erfassten Weimarer Demokratie aber standen diese monarchistisch und nationalistisch sozialisierten Eliten nicht entschieden auf Seiten der Demokratie, sondern zeigten sich zu einem Bündnis mit der NSDAP bereit. Der Historiker Martin Broszat urteilt, dass die NSDAP seit ihrem Aufstieg zur Massenpartei 1929/30 lediglich zusammenfasste, „was – zersplittert, aber in großer Breite – als ideologisch-politisches und als interessenpolitisches Potential längst vorgeformt war“. Zwar erweist sich Ernst Troeltschs viel zitiertes Schlagwort von der „Republik ohne Republikaner“ angesichts der Wahlergebnisse bis 1930 als falsch, doch bestand ein Manko in der Demokratiefestigkeit der Bevölkerung. Indiz dafür war bereits 1925 die Wahl des erklärten Republikgegners Paul von Hindenburg zum Reichspräsidenten. Nach seiner Wiederwahl 1932 ernannte er den dabei unterlegenen Konkurrenten Adolf Hitler am 30. Januar 1933 zum Reichskanzler.
Zu den das Emporkommen der Nationalsozialisten begünstigenden Rahmenbedingungen zählte nicht zuletzt die latente und oft krisenhaft zugespitzte politische Instabilität der Weimarer Republik, die bereits in ihren Anfangsjahren mehreren Putsch- und Revolutionsversuchen ausgesetzt war. In den frühen 1930er Jahren erschütterten wiederum bürgerkriegsartige Auseinandersetzungen zwischen Angehörigen der SA und des (seit 1929 verbotenen) Roten Frontkämpferbund die öffentliche Ordnung.
Die Regierung und mit ihr die demokratische Ordnung der Weimarer Republik verloren wegen des Versagens vor den Herausforderungen der Weltwirtschaftskrise massiv an Vertrauen in der Bevölkerung: Die prozyklische Deflationspolitik und die Deutsche Bankenkrise vom Sommer 1931 verschärften die Depression, bis schließlich mit fünf Millionen Arbeitslosen jede dritte deutsche Familie betroffen war. Der britische Wirtschaftshistoriker Harold James sieht den Nationalsozialismus als „Deutschlands Antwort auf die Weltwirtschaftskrise“.

### Gründung und Emporkommen der NSDAP bis 1933

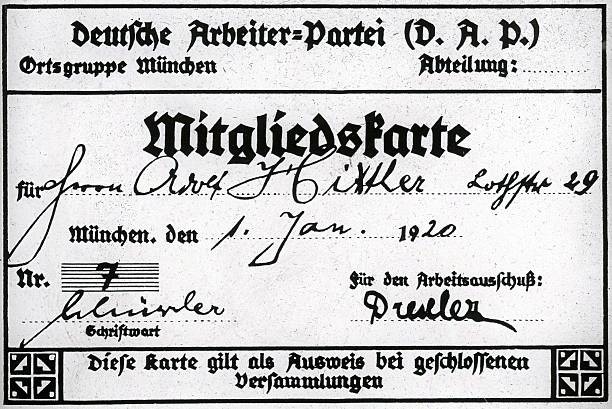
Hitlers Mitgliedskarte der DAP mit der vermeintlichen Mitgliedsnummer 7 (1. Januar 1920). Laut Anton Drexler wurde die Nummer 555 herausretuschiert und die Nummer 7 an deren Stelle eingefügt.

In ihrem Gründungsjahr 1920 war die durch Umbenennung aus der Deutschen Arbeiterpartei (DAP) hervorgegangene NSDAP nur „eine von mehreren Dutzend Grüppchen im nationalistisch-völkischen Spektrum, die seit Kriegsende in München entstanden waren.“ Adolf Hitler vertrat mit dem am 24. Februar 1920 im Münchner Hofbräuhaus präsentierten 25-Punkte-Programm entschieden antidemokratische, völkisch-nationalistische und rassistische, vor allem antisemitische Positionen. Ende des Jahres erwarb die NSDAP den Münchner Beobachter und machte ihn zum Völkischen Beobachter (VB) als Parteizeitung, dem „Kampfblatt der nationalsozialistischen Bewegung Großdeutschlands“. Hitler, seit September 1919 DAP-Mitglied, erwarb sich den Ruf eines „Trommlers“ und „Einpeitschers“ der Partei und wurde 1921 auf eigenes ultimatives Verlangen hin zum „Ersten Vorsitzenden mit diktatorischer Machtbefugnis“ gewählt.
Im Oktober 1921 kam es unter Einbeziehung von Mitgliedern der beim Kapp-Putsch gescheiterten Marine-Brigade Ehrhardt zur Gründung der Sturmabteilung (SA), die zunächst vor allem bei Saalschlachten zum Einsatz kam. Bei der Gründung von NSDAP-Ortsgruppen über München hinaus halfen lokale Anhänger des mitgliederstarken Deutschvölkischen Schutz- und Trutzbundes.
Als nach der Ermordung Walther Rathenaus durch Mitglieder der rechtsextremistischen Organisation Consul auf Grundlage des neu geschaffenen Republikschutzgesetz zwar der Deutschvölkische Schutz- und Trutzbund im Freistaat Preußen verboten wurde (die Regierung des Freistaats Bayern sah keinen Handlungsbedarf), nicht aber die NSDAP, kam es 1922 zu einer Wanderungsbewegung innerhalb des rechtsradikalen Milieus und zur Verdoppelung der NSDAP-Mitgliedschaften.
Auf dem Höhepunkt des Krisenjahres 1923 der Weimarer Republik entschloss sich Hitler, auch unter dem Eindruck zunehmender Ungeduld des eigenen Parteivolks, mit Unterstützung des vormaligen Weltkriegsstrategen Erich Ludendorff zu einem Putsch nach dem Vorbild von Mussolinis Marsch auf Rom mit dem Ziel, die Regierungen in Bayern und Berlin abzusetzen. Der von der nationalsozialistischen Propaganda so bezeichnete „Marsch auf die Feldherrnhalle“ in München wurde jedoch von der bayerischen Landespolizei niedergeschlagen, die NSDAP nun auch in Bayern verboten.

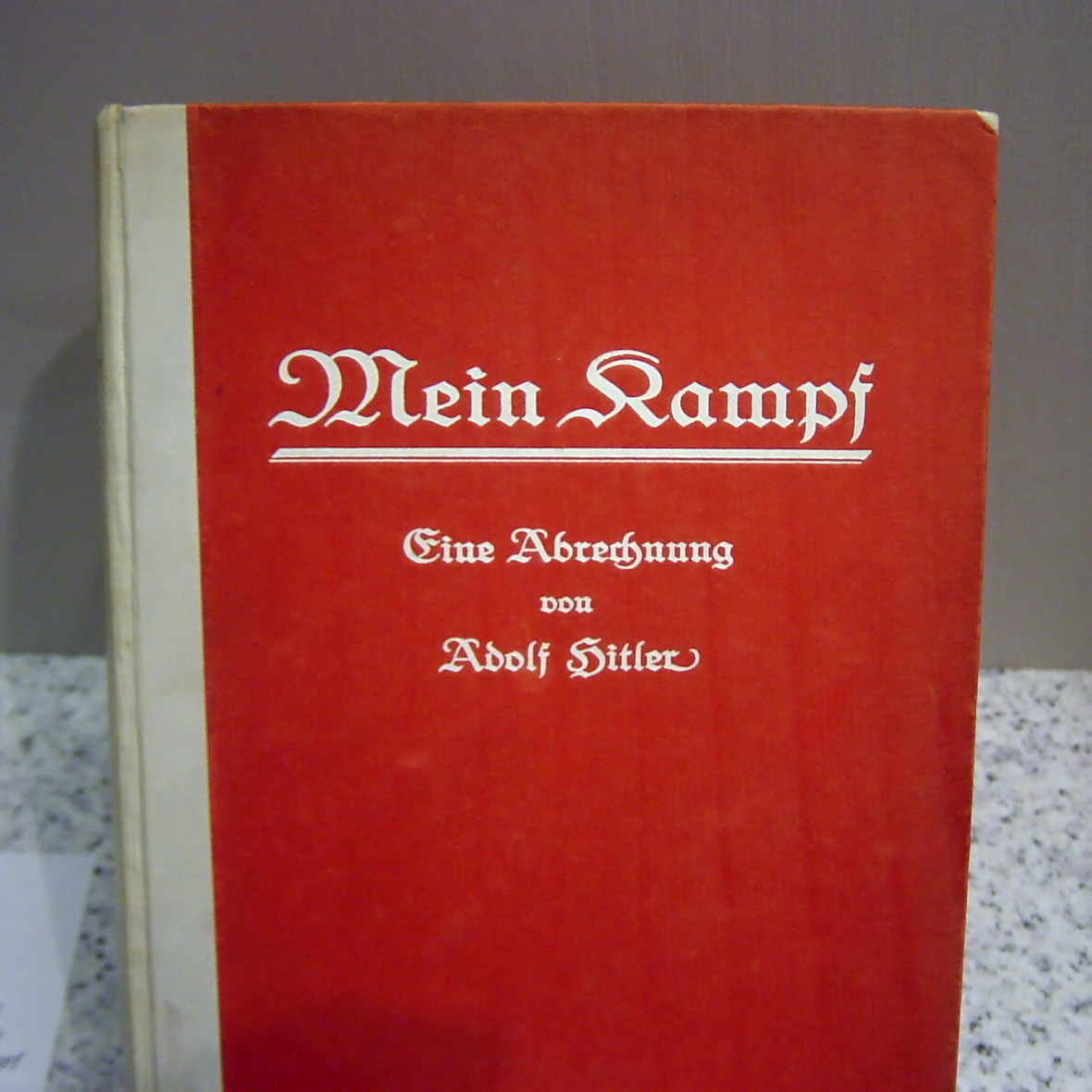
Deutsche Erstausgabe von Mein Kampf, Juli 1925. Ausstellungsstück des Deutschen Historischen Museums in Berlin.

Im Hitler-Prozess vor dem bayerischen Volksgericht ergingen gegen die Putschbeteiligten durchweg milde Urteile, wenn nicht Freisprüche. Hitler selbst, dem der Prozessverlauf die weithin wahrgenommene Bühne für Propaganda in eigener Sache bot, erhielt lediglich die gesetzliche Mindeststrafe von fünf Jahren Festungshaft in der Festung Landsberg. Dabei wurde ihm die Haftentlassung auf Bewährung schon nach Verbüßung von sechs Monaten in Aussicht gestellt, und die nach dem Republikschutzgesetz anzusetzende Ausweisung als Ausländer wurde erlassen.
Während der Haft unter ungewöhnlich komfortablen Bedingungen diktierte Hitler seinem damaligen Sekretär und späteren Stellvertreter Rudolf Heß seine programmatische Autobiografie „Mein Kampf“.
Das Verbot der NSDAP vom 23. November 1923 wurde durch die Gründung von Tarnorganisationen unterlaufen: in Bayern durch die Großdeutsche Volksgemeinschaft unter Alfred Rosenberg, der im Juli 1924 von Julius Streicher und Hermann Esser abgelöst wurde; in Norddeutschland durch die von Gregor Strasser und Erich Ludendorff geführte Nationalsozialistischen Freiheitsbewegung Großdeutschlands.
Nach seiner Haftentlassung am 20. Dezember 1924 fand Hitler ein gespaltenes und geschwächtes völkisches Lager vor, das zu vereinen und nunmehr auf legalen Wegen an die Macht zu bringen, er sich allein vorbehielt. Diese Legalitätstaktik führte zu einem systemischen Konflikt mit der SA, die ein revolutionäres Vorgehen forderte.
Tatsächlich gelang es Hitler aber stets, bei innerparteilichen Richtungskämpfen und Rivalitäten die Oberhand zu behalten. Der Historiker Hans-Ulrich Wehler vermutet, ohne die Person Hitler „wäre der Nationalsozialismus aller Wahrscheinlichkeit nach eine ordinäre autoritär-nationalistische Partei mit diffusen Zielen geblieben, wie es sie mancherorts gab“.
Nach der Aufhebung des Verbots in Preußen am 12. Dezember 1924 – die von den Nationalsozialisten ausgehende Gefahr schien für diese schärfste Sanktion nicht mehr groß genug – wurde die NSDAP am 27. Februar 1925 im Münchner Bürgerbräukeller mit Hitler als einzigem Redner neu gegründet.
In der zweistündigen Rede, die er mit den bekannten ideologischen Versatzstücken begann, erklärte Hitler schließlich, sich in seinem Führungsanspruch von Fraktionen oder Flügeln keinerlei Bedingungen vorschreiben zu lassen „und inszenierte anschließend geschickt die Versöhnung der in seiner Abwesenheit heillos Zerstrittenen auf offener Szene“. Die Rede hatte allerdings auch zur Folge, dass die bayrische Regierung ein Redeverbot gegen Hitler erließ, dem sich zahlreiche andere Länderregierungen anschlossen und das bis März 1927 galt, in Preußen bis September 1928. In dieser Phase der relativen Stabilisierung der Weimarer Republik blieb die NSDAP eine randständige Splitterpartei.

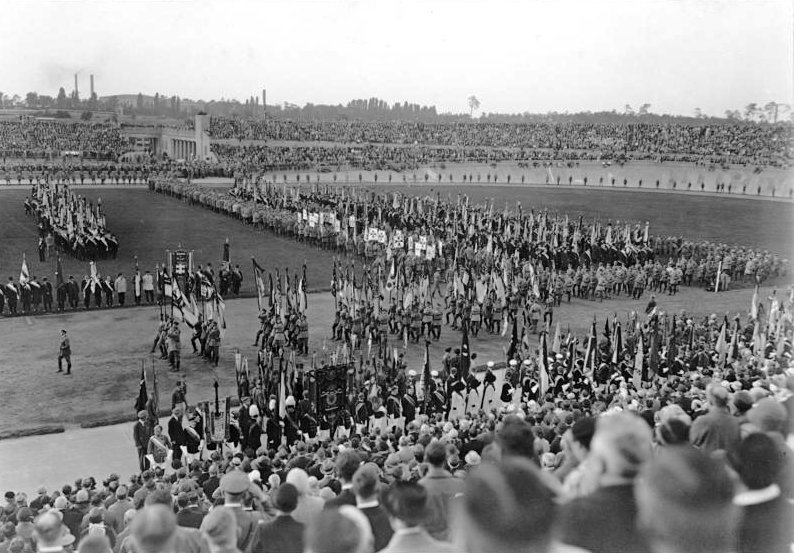
Einzug der Fahnenkompanien des Stahlhelms in das Berliner Stadion während der Großveranstaltung „Zehn Jahre Versailler Vertrag“ (Juni 1929).

Der 1929 im Ergebnis gescheiterte Volksentscheid gegen den Young-Plan, der der nationalsozialistischen Agitation breite Entfaltung bot, und die mit wachsender Massenarbeitslosigkeit nach Deutschland übergreifende Weltwirtschaftskrise waren wichtige Bedingungsfaktoren des enormen Mandatszuwachses der NSDAP bei der Reichstagswahl 1930. Hinsichtlich des Spektrums potenzieller Wähler, das unter anderen Arbeiter, Mittelstand und Landwirte umfasste, war die NSDAP ungewöhnlich breit aufgestellt; sie war in einer Formulierung des Parteienforschers Jürgen W. Falter eine „Volkspartei des Protests“.
Im Ulmer Reichswehrprozess gegen Offiziere der Reichswehr, denen die Verbreitung von nationalsozialistischer Propaganda vorgeworfen wurde, bezeugte Hitler im Herbst 1930 in seinem öffentlichkeitswirksamen sogenannten Legalitätseid, dass er die Macht „nicht mit illegalen Mitteln“ anstrebe, und trat damit Gerüchten über einen neuerlichen Putsch entgegen.
Doch verlagerte sich die politische Auseinandersetzung auch wegen der rückläufigen Handlungsfähigkeit des Reichstags in der nach der Reichstagswahl 1930 beginnenden Ära der Präsidialkabinette mehr und mehr in den außerparlamentarischen Raum. Die Wehrverbände der Parteien – die SA der NSDAP, der der DNVP nahestehende Stahlhelm, der an die KPD angelehnte, seit 1929 verbotene Rotfrontkämpferbund, das sozialdemokratisch dominierte Reichsbanner Schwarz-Rot-Gold – begegneten sich in militant ausgetragenen Konflikten auf den Straßen und in den Versammlungssälen.
Im Oktober 1931 gingen die Nationalsozialisten in der Harzburger Front ein Bündnis mit dem Stahlhelm und der Deutschnationalen Volkspartei (DNVP) ein, das im Streit um die Reichspräsidentenwahl 1932 aber rasch wieder zerfiel. Der bis dahin staatenlose Hitler bekam mit der Einbürgerung die Möglichkeit, zu kandidieren, während die DNVP den Stahlhelm-Führer Theodor Duesterberg unterstützte. Hindenburg setzte sich erneut durch.
In den beiden Reichstagswahlen im Juli und im November des Jahres 1932 ging die NSDAP als mit Abstand stärkste Fraktion hervor. Nationalsozialisten und Kommunisten hatten als extreme Flügelparteien nun eine negative Mehrheit im Reichstag, die jede parlamentarische Arbeit unmöglich machte. Hitler beanspruchte in Gesprächen mit Hindenburg über eine mögliche Regierungsbeteiligung der Nationalsozialisten für sich unnachgiebig die Kanzlerschaft; die angebotene Vizekanzlerschaft lehnte er ab.
Hindenburg weigerte sich lange, Hitler als Kanzler einzusetzen und gab auch nach Papens zweifachem Scheitern noch Kurt von Schleicher für eine Verständigung mit dem Reichstag den Vorzug vor Hitler. Als auch von Schleicher im Reichstag keinen Rückhalt fand, empfahl dieser selbst im Zusammenwirken mit anderen Vertrauenspersonen des nun 86-jährigen Paul von Hindenburg die Ernennung Hitlers zum Reichskanzler. Anders als in der marxistischen Geschichtswissenschaft in der Agententheorie lange angenommen, trugen die Spenden der Großindustrie wenig zum Aufstieg der NSDAP bei. Die Partei finanzierte sich vor 1933 weitgehend selbst. Erst nach der Machtergreifung spendeten die Industriellen großzügig, z. B. die Adolf-Hitler-Spende der deutschen Wirtschaft.

## Etablierung des Regimes 1933/34
Bei der Bildung des Kabinetts Hitler waren unter den zwölf Mitgliedern außer ihm selbst nur zwei weitere Nationalsozialisten vertreten: Wilhelm Frick und Hermann Göring. Der DNVP-Vorsitzende Alfred Hugenberg und Vizekanzler Franz von Papen meinten, sich Hitler für ihre eigenen Zwecke „engagiert“ zu haben. Papen bügelte Zweifler ab: „Was wollen Sie denn! Ich habe das Vertrauen Hindenburgs. In zwei Monaten haben wir Hitler in die Ecke gedrückt, dass er quietscht.“
Der französische Botschafter André François-Poncet, der von vornherein anderer Meinung war, stellte ein halbes Jahr nach dem Beginn von Hitlers Kanzlerschaft fest, dass der Nationalsozialismus bei der Machtergreifung binnen fünf Monaten eine Wegstrecke zurückgelegt hatte, für die der italienische Faschismus unter Mussolini zuvor fünf Jahre gebraucht habe.
Hindenburg löste nach ergebnislosen Scheinverhandlungen Hitlers mit dem Zentrum zur Bildung einer Mehrheitsregierung den Reichstag am 1. Februar 1933 erneut auf und setzte Neuwahlen an. In der Verordnung des Reichspräsidenten zum Schutze des Deutschen Volkes vom 4. Februar wurden erste Notverordnungen erlassen, die vor allem gegen Kommunisten und Sozialisten gerichtet waren und die Presse-, Meinungs- sowie Versammlungsfreiheit einschränkten. Unmittelbar nach dem Reichstagsbrand vom 27. Februar 1933 erließ Hindenburg die Reichstagsbrandverordnung, die diese Grundrechte der Verfassung noch stärker beschnitt.
Viele Mitglieder der KPD, der SPD und der kleineren kommunistischen und sozialistischen Parteien sowie der freien Gewerkschaften wurden misshandelt und in „Schutzhaft“ genommen. Überall im Reich entstanden in Turnhallen, Scheunen oder Kellern provisorische Haftorte der SA, in denen politische Gegner festgehalten und gefoltert wurden. Die „frühen Konzentrationslager“ wurden unsystematisch errichtet und waren als Provisorien vorgesehen. Zur selben Zeit begann im März 1933 der Betrieb des KZ Dachau, das als Dauereinrichtung vorgesehen war, bis kurz vor Kriegsende bestand und zur Inhaftierung und Einschüchterung politisch Andersdenkender diente. Die in Dachau aufgebaute Inspektion der Konzentrationslager diente als Modell für alle späteren Konzentrationslager. Zahlreiche Inhaftierte überlebten die Haftbedingungen nicht, zu denen auch Folter und Mord gehörten.
Bei der von SA-Terror begleiteten Reichstagswahl am 5. März 1933 verfehlte die NSDAP die absolute Mehrheit. Daran änderte sich auch nichts, als man die von der KPD gewonnenen Sitze vor der ersten Sitzung des neuen Reichstags annullierte. Hitler musste weiter in einer Koalition mit der DNVP regieren. Das Ermächtigungsgesetz vom 24. März 1933, dem auch die Abgeordneten der anderen Parteien außer der SPD zustimmten, gab seiner Regierung zunächst für vier Jahre fast uneingeschränkte Gesetzgebungsbefugnisse.
Mit dem Gesetz gegen die Neubildung von Parteien vom 14. Juli 1933 wurde die NSDAP die einzige zugelassene Partei in Deutschland. Die DNVP löste sich selbst auf, ihre Abgeordneten traten der NSDAP bei. Zur Reichstagswahl am 12. November 1933 wurde lediglich eine Einheitsliste aus NSDAP-Mitgliedern und ausgesuchten Gästen vorgelegt.
Der deutsche Reichstag blieb erhalten, war aber bis 1945 ein Scheinparlament. Mit dem Gleichschaltungsgesetz verloren die Länder alle hoheitlichen Aufgaben sowie ihre von der Weimarer Verfassung garantierte Eigenständigkeit an die bald danach allein im „Führerwillen“ zum Ausdruck kommende nationalsozialistische Zentralgewalt. Ähnliche Maßnahmen betrafen bis Ende 1934 die meisten Vereine, Verbände und Gewerkschaften, die Handwerkerschaft, Studentenverbindungen, Medien, Kultureinrichtungen und die Justiz. Parteiorganisationen der NSDAP übernahmen in vielen Bereichen die vormaligen Aufgaben staatlicher Stellen und nichtstaatlicher Interessenverbände.

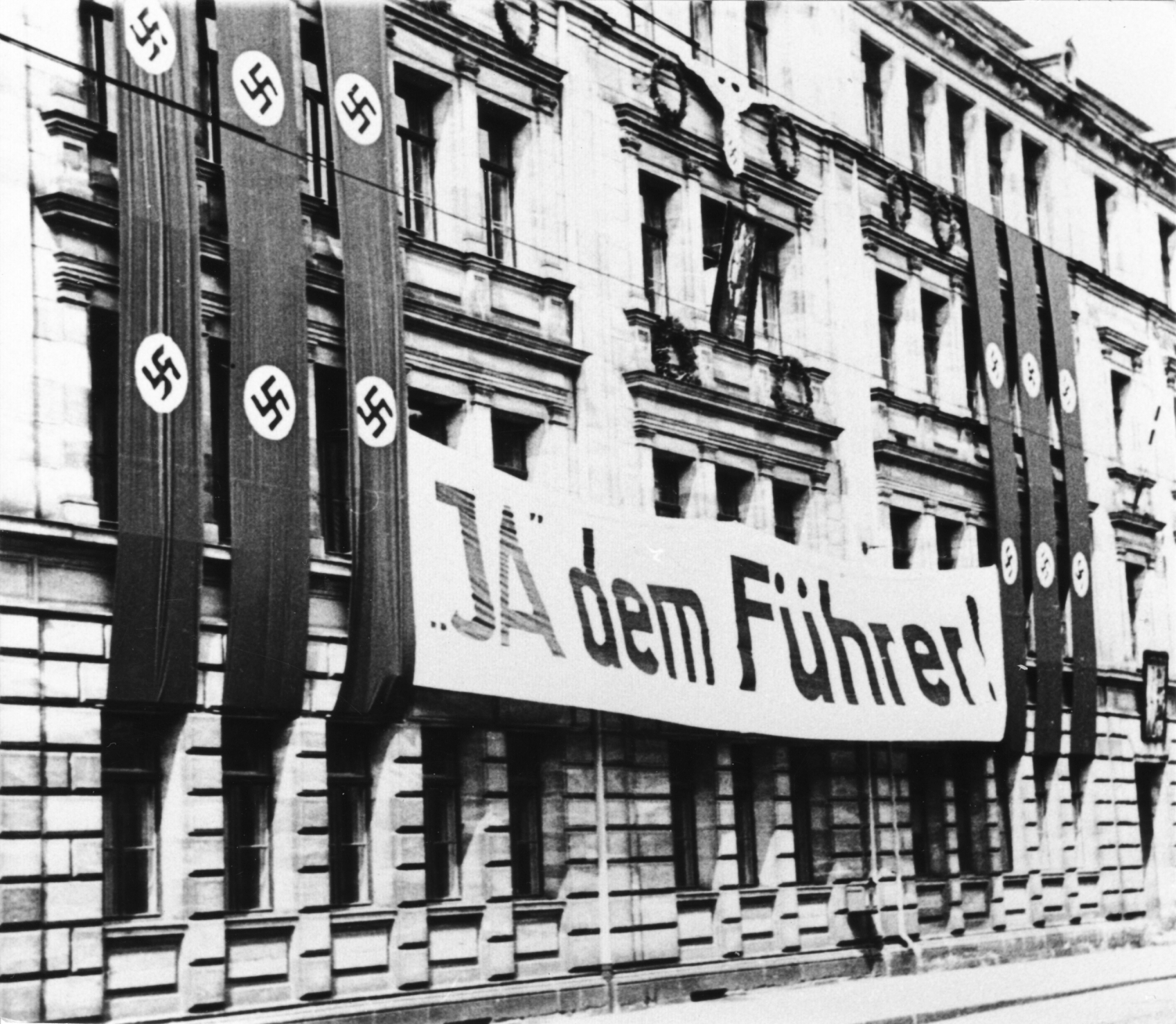
Schulhaus in Fürth, mit Fahnen versehen anlässlich der Volksabstimmung über die Vereinigung der Ämter des Reichspräsidenten und des Reichskanzlers am 19. August 1934. Amtliches Ergebnis im Reich: 89,9 Prozent Zustimmung

Als zur Jahresmitte 1934 die von fortgesetzter revolutionärer Ungeduld und eigenem Geltungsbedürfnis getriebene SA-Führung unter Ernst Röhm dem auf Konsolidierung seiner Machtposition und Interessenausgleich mit der Reichswehrführung bedachten Hitler lästig wurde, ließ dieser im Einvernehmen mit Himmler, Goebbels und Göring unter dem erfundenen Vorwand eines angeblich bevorstehenden Röhm-Putsches mit Hilfe von SS-Getreuen Röhm und seine Entourage sowie weitere persönliche Gegner ermorden – sich selbst dabei als oberster Gerichtsherr und Wiederhersteller geordneter Verhältnisse inszenierend.
Damit sicherte er sich die Unterstützung der Reichswehrführung, sodass nach dem bevorstehenden Tod Hindenburgs auch Hitlers schon vorbereiteter Zusammenlegung von Kanzlerschaft und Reichspräsidentschaft nichts mehr im Wege stand. Indem Hitler zugestand, die Reichswehr werde künftig als einziger Waffenträger im Reich verbleiben, konnte er sich nun problemlos zu ihrem Oberbefehlshaber machen.
Nach Hindenburgs Tod am 2. August 1934 übernahm Hitler aufgrund eines von seiner Regierung beschlossenen Gesetzes das Amt des Reichspräsidenten und gab sich den Titel Führer und Reichskanzler. Durch ein Plebiszit (Volksabstimmung) ließ er sich sein Vorgehen nachträglich bestätigen.
Der Kriegsminister Werner von Blomberg, den Hindenburg noch vor Hitler ernannt hatte und der mit anderen dessen Macht nach den Vorstellungen der Konservativen hatte „einrahmen“ bzw. „zähmen“ sollen, ließ die Reichswehr nun auf Hitlers Person vereidigen. Auch die Beamten mussten einen „Führereid“ ablegen. Das Gesetz zur Wiederherstellung des Berufsbeamtentums ermöglichte die Entlassung jüdischer und regimekritischer Mitarbeiter aus den öffentlichen Verwaltungen. Damit hatte Hitler seine Herrschaft innenpolitisch durchgesetzt, stabilisiert und dauerhaft abgesichert.

## Vorkriegsjahre 1934 bis 1939

### Attribute und Ausrichtung der NS-„Volksgemeinschaft“
Dem propagierten Anspruch nach sollten in der NS-Volksgemeinschaft alle gesellschaftlichen Unterschiede aufgehoben sein. Man versprach, alte soziale Gegensätze aufzulösen und eine nationale Massengesellschaft zu schaffen.
Dabei standen soziale Beziehungen auch im nichtöffentlichen Bereich unter fortwährender Anspannung. „Das Private konnte Rückzugsraum sein, gleichzeitig unterstand es dem dauernden Anspruch, das eigene Verhalten neu auszurichten und bisherige Grenzen zwischen privatem und öffentlichem Leben einzureißen. Der Nationalsozialismus forderte eine permanente Entscheidung, sich angemessen im Sinne der Volksgemeinschaft zu verhalten.“
Ein wesentliches Instrument zur Herbeiführung der Volksgemeinschaft nationalsozialistischer Denkart war Gewalt. Sie war ein wichtiger Bestandteil des nationalsozialistischen Selbstverständnisses und des Aufstiegs der Bewegung. Sie bildete „eine zentrale Säule“ der politischen Ordnung seit 1933, und laut Dietmar Süß gehörte es „zu den Wesensmerkmalen der NS-Herrschaft, staatliche und parteiamtliche Gewalt immer weiter zu entgrenzen.“
Schon während der ersten Monate der Regierung Hitler, so auch Riccardo Bavaj, vollzog sich mittels Gewalt die Ausweitung der nationalsozialistischen Macht in einer „wechselseitigen Dynamik von oben und unten“. Gewalt blieb auch das stets verfügbare Mittel der Wahl all denen gegenüber, die den politischen und ethnisch-rassistischen Feindbildern der Nationalsozialisten entsprachen und demzufolge der NS-Volksgemeinschaft nicht angehören sollten. Schon vor 1933 publizierte die NSDAP beispielsweise Listen, Verzeichnisse und teils Stadtpläne, die entweder den Weg zu „deutschen“ Geschäften oder die Lage „jüdischer“ Geschäfte markierten. Das sollte die deutsche Hausfrau dazu anhalten, die richtige Kaufentscheidung zu treffen.
Das besondere Augenmerk der Nationalsozialisten galt der Jugend, ihrer umfassenden sozialen Kontrolle, indoktrinierenden Erfassung und Mobilisierung, während die erzieherische Rolle der Eltern zurückgedrängt wurde, soweit das eben möglich war. „Macht und Konsens in Hitlers Staat“, so Thamer, „beruhten zu einem großen Teil darauf, daß das Regime immer wieder jugendliche Begeisterungsfähigkeit und Aggressivität freizusetzen und diese gleichzeitige zu disziplinieren und zu manipulieren verstand.“

### Propaganda und Personenkult

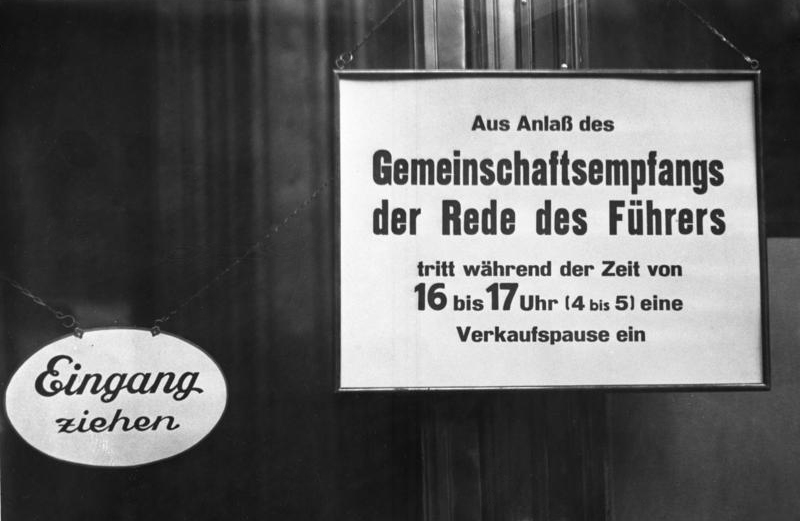
1935: Geschäfte schließen, damit eine Rede Hitlers gehört werden kann.

Die Bedeutung der NS-Propaganda für die Erreichung der selbstgesetzten Ziele hatte Hitler bereits in der Neugründungsphase der NSDAP 1925 hervorgehoben:
Die Partei sei kein Selbstzweck, sondern solle nur „den politisch-agitatorischen Kampf der Bewegung ermöglichen, der Aufklärungstätigkeit diejenigen organisatorischen Voraussetzungen schaffen, die unbedingt nötig sind.“ In Mein Kampf forderte er mittels Propaganda die Gewinnung von Menschen für die Parteiorganisation, die wiederum andere Menschen für die Fortführung der Propaganda mobilisieren sollten. Es gehe darum, den „bestehenden Zustand“ zu zersetzen und die neue Lehre zu verbreiten. Der Sieg sei möglich, „wenn die neue Weltanschauung möglichst allen Menschen gelehrt und, wenn nötig, später aufgezwungen wird.“
Das im März 1933 geschaffene Reichsministerium für Volksaufklärung und Propaganda unter Joseph Goebbels bekam die Zuständigkeit „für alle Aufgaben der geistigen Einwirkung auf die Nation, der Werbung für Staat, Kultur und Wirtschaft, der Unterrichtung der in- und ausländischen Öffentlichkeit über sie und der Verwaltung aller diesen Zwecken dienenden Einrichtungen.“
Mehrere hundert Beamte waren laut Thamer allein damit beschäftigt, die täglichen Presseanweisungen für das in seiner numerischen Vielfalt weitgehend fortbestehende deutsche Zeitungswesen zu formulieren und ihre Einhaltung zu überwachen. Tag für Tag erhielten die Vertreter der Zeitungen die vorgefilterten Informationen nebst Anweisungen, wie davon Gebrauch zu machen war.
Als weiteres wichtiges Verbreitungsmedium der politischen Propaganda des Regimes dienten der Hörfunk und der eigens dafür entwickelte Volksempfänger, der massenhafte Verbreitung fand und mit dem das Radiohören – dem propagierten Anspruch nach – nicht mehr Privatangelegenheit jedes einzelnen sein, sondern zur „staatspolitischen Pflicht“ werden sollte. Von 25 Prozent aller Haushalte 1933 stieg die Abdeckungsquote mit Radiogeräten auf 65 Prozent 1941, wobei ländliche Regionen und einkommensschwache städtische Haushalte teils weiterhin keinen Rundfunkempfang hatten.
Kernbestandteil der NS-Propaganda war der Personenkult um Hitler. Im öffentlichen Alltagsleben besonders sichtbar wurde dies, nachdem seit Juli 1933 für alle Reichsbehörden, Reichsstatthalter und die Landesregierungen der Hitlergruß verpflichtend geworden war, den man so als „deutschen Gruß“ von der Partei auf das gesamte öffentliche Leben übertrug, so auch auf die Schulen, wo Lehrer zu Beginn jeder Unterrichtsstunde die Klasse mit „Heil Hitler“ begrüßen sollten.
In Städten brachte man teilweise an Strommasten, Laternenpfählen, Geschäften und Haustüren kleine Emailleschilder an mit Aufschriften wie zum Beispiel: „Der Deutsche grüßt: Heil Hitler!“, oder auch: „Volksgenosse, trittst Du ein, soll Dein Gruß ‚Heil Hitler‘ sein!“ Ein weiteres Element des Hitlerkults war das jährliche Begängnis des Führergeburtstags am 20. April.
Am Vorabend fand reichsweit der Eintritt der neuen Jahrgänge in die Hitlerjugend statt; am Tag selbst wurden allerorts Vereidigungen, Mitgliederaufnahmen und die Verleihung von Auszeichnungen vorgenommen.
Damit fügte sich der 20. April in den NS-spezifischen Kalender von Feiern, Festen und Gedenktagen ein, deren Auftakt an jedem 30. Januar der „Tag der Machtergreifung“ war.
Am 24. Februar fand jeweils die „Parteigründungsfeier“ statt, zur Märzmitte der Heldengedenktag; am 1. Mai wurde der „nationale Feiertag des deutschen Volkes“ begangen, bald danach der Muttertag mit Ehrungen für die Heldinnen der „Gebärschlacht“. Am 21. Juni feierte man die Sommersonnenwende mit Feuerrädern und Feuerreden und Anfang September gab es alljährlich den Reichsparteitag in Nürnberg, das höchste Fest der NSDAP, 1933 ein fünftägiges, 1938 ein achttägiges Begängnis, das an Pracht- und Machtentfaltung alle anderen Veranstaltungen des NS-Kalendariums noch überbot. „Die Magie der Fahnen und Fackeln, der Massenrituale und des Führerkults, der Todesverklärung und Treueschwüre betäubte alle Sinne und befriedigte älteste Schauergelüste.“ Ende September oder Anfang Oktober wurde das dem „Nährstand“ gewidmete Reichserntedankfest auf dem Bückeberg bei Hameln ebenfalls als Massenveranstaltung gefeiert, 1933 mit 500.000 Menschen, 1937 mit mehr als 1,3 Millionen.
Am 9. November beging Hitler mit seinem Gefolge in München den Tag zum Gedenken an die „Gefallenen der Bewegung“: Gemeinsam mit den „Alten Kämpfern“ marschierte Hitler hinter der „Blutfahne“ zwischen anderen Fahnen und brennenden Opferschalen, um auf diese Weise das Scheitern des Putsches von 1923 in einen Triumph zu verwandeln und die Gefallenen der Bewegung „zu Religionsstiftern eines neuen Staatskults“ zu erheben: „Das Blut, das sie vergossen haben, ist Taufwasser geworden für das Reich.“
Am Ende des NS-Festkalenders lagen im Dezember die Feier der Wintersonnenwende und die „Volksweihnacht“, durch deren NS-spezifische Abwandlungen die christliche Weihnacht zurückgedrängt werden sollte, was allerdings nur in parteinahen Kreisen einigen Erfolg hatte.

### Sozialpolitik
Während die kommunistisch und sozialdemokratisch orientierten Teile der Arbeiterschaft durch Gewalt und Repression einerseits binnen weniger Monate der NS-Herrschaft ihre politische und gewerkschaftliche Vertretung einbüßten – ersatzweise wurde die Deutsche Arbeitsfront (DAF) unter Robert Ley gegründet und das Arbeitsleben in den Betrieben nach dem Führerprinzip organisiert –, ging es andererseits für die Nationalsozialisten darum, die Masse der Lohnabhängigen für ihre Vorstellungen von einer neuen, rassenexklusiven Volksgemeinschaft zu gewinnen.
Neben dem 1. Mai wurden noch weitere bezahlte Feiertage geschaffen und wurde der bezahlte Urlaub ausgeweitet. Man sorgte für die steuerliche Entlastung niedriger und mittlerer zulasten höherer Einkommen, stellte Schuldner gegenüber Gläubigern besser und legte beim Mieterschutz nach.
Nachhaltige Popularität gewannen die freizeitpolitischen Maßnahmen des Regimes unter dem Dach der NS-Gemeinschaft „Kraft durch Freude“ (KdF), die an das Beispiel der faschistischen Opera Nazionale Dopolavoro in Italien anknüpfte. In Hitlers Gründungsaufruf hieß es: „Ich will, daß dem deutschen Arbeiter ein ausreichender Urlaub gewährt wird. Ich wünsche dies, weil ich ein nervenstarkes Volk will, denn nur mit einem Volk, das seine Nerven behält, kann man wahrhaft große Politik machen.“
Mit der Verlängerung der tariflich geregelten jährlichen Urlaubszeit von drei Tagen im Jahr 1933 auf sechs bis zwölf Tage wurde eine Reisemöglichkeit für alle geschaffen.
Da die Mitgliedschaft in der DAF die in der KdF einschloss, war die gesellschaftliche Breitenwirkung gegeben. Die Preise waren laut Thamer konkurrenzlos billig, sowohl für eine Wochenendfahrt in den Bayerischen Wald als auch für eine Kreuzfahrt nach Italien. Dies war möglich durch eine strenge Rationalisierung, durch Zuschüsse aus DAF-Mitteln und durch Preisdiktate gegenüber dem Beherbergungsgewerbe.
Die Teilnehmerzahl an KdF-Urlaubsfahrten stieg von 2,3 Millionen 1934 auf 10,3 Millionen im Jahr 1938. Gleichwohl gehörte nur jeder dritte bis vierte Teilnehmer einer KdF-Reise zur Arbeiterschaft; Hauptnutznießer waren die Mittelschichten.
Mit dem Schlagwort „Kultur für alle“ wurden im KdF-Rahmen einerseits Konzerte und Theaterstücke in die Fabriken gebracht und andererseits finanzielle und gesellschaftliche Hürden etwa hinsichtlich der Kleiderordnung aufgehoben, die Arbeiter am Betreten von Konzertsälen und Schauspielhäusern gehindert hatten. So wurden schließlich auch größere Kontingente an Eintrittskarten für die Bayreuther Festspiele zu günstigen Preisen einem Arbeiterpublikum angeboten.
Als wesentliches Instrument zur Mobilisierung des NS-Gemeinschaftsgefühls sieht Burleigh die Nationalsozialistische Volkswohlfahrt (NSV) an, der Hitler im Mai 1933 die Zuständigkeit für „alle Fragen der Volkswohlfahrt und der Fürsorge“ unter der Leitung von Erich Hilgenfeldt zusprach.
Die daneben noch weiter bestehenden kirchlichen Wohlfahrtsverbände und das Deutsche Rote Kreuz wurden Zug um Zug der NSV unterstellt, die bis 1939 zur größten NS-Massenorganisation nach der DAF aufstieg – mit über achtzigtausend Angestellten und einer Million ehrenamtlicher Helfer. Durch Mitgliederbeiträge und massenhafte Sammelaktionen verfügte sie über enorme Finanzmittel.
Dabei ging es den Nationalsozialisten speziell um Pflicht und Opfer für das Wohlergehen der Gemeinschaft und um ein aktivistisches Klima in ihrem Dienst. Dies galt ebenso für das der NSV beigeordnete Winterhilfswerk des Deutschen Volkes (WHW) als soziales Nothilfeprogramm für die härtesten Monate des Jahres. Hierbei wurde die Solidarität der Bessergestellten demonstrativ eingefordert, speziell durch den Eintopfsonntag an jedem ersten Sonntag des Monats in der Winterzeit, wobei die für eine üppigere Mahlzeit eingesparten Mittel an das WHW abgeführt werden sollten.
Die von NSV, KdF, WHW und anderen NS-Organisationen ausgehenden Aktivitäten, wie zum Beispiel Massentourismus und Eintopfessen, wirkten laut Thamer hin „auf eine psychologische Egalisierung und eine Veränderung der sozialen Gefühlswelt. Die Beschwörung der Volksgemeinschaft und die egalisierende Wirkung von Massenkonsum und industrieller Massenkultur verstärkten einander. Zwar blieb die nationalsozialistische Volksgemeinschaft ein Mythos, aber auch Mythen haben eine verändernde Kraft, vor allem, wenn sie sich der Suggestion des technischen und zivilisatorischen Fortschritts bedienen.“

### Frauenrolle und Familienfunktion
Frauen waren in der NS-Volksgemeinschaft ideologisch vor allem dazu bestimmt, im Rahmen einer „Kameradschaft der Geschlechter“ ihren Part in Ehe, Familie und Haushalt auszufüllen.
So betonte Hitler in einer Rede vor der NS-Frauenschaft, das Gelingen der NS-Volksgemeinschaft werde nur durch den Einsatz von Millionen „fanatischer Mitkämpferinnen“ ermöglicht, die sich dem Dienst der gemeinsamen Lebenserhaltung widmeten. Damit wurde die Ehe zu einem „Ort leistungsorientierter Arterhaltung“ gemacht. Sie wurde durch ein Ehestandsdarlehen gefördert unter der Voraussetzung, dass ein „Eheeignungszeugnis“ die „Eheeignung“ und „Ehetauglichkeit“ feststellte.
Prüfkriterien waren Fortpflanzungsfähigkeit, Erbgesundheit sowie Sozial- und Erziehungskompetenz jeweils im Sinne der NS-Volksgemeinschaft. „In einem Umfang wie nie zuvor verschaffte sich der Staat auf dem Wege amtsärztlicher Untersuchungen Zugang zur Körperlichkeit eheschließender und jungvermählter Männer und Frauen.“
Vier Kinder pro Familie, so die NS-Programmatik, sollten das Überleben des Volkes sichern. „Am intimen Ort der Ehe patrouillierten nun auch die Bevölkerungsplaner und Familienrichter des Dritten Reiches.“ Das zinslos gewährte Ehestandsdarlehen in Höhe von 500 bis 1000 Reichsmark war bei der Einführung auch an die Erwerbslosigkeit der Frau geknüpft. Mit jedem Kind, das die Frau gebar, wurde ein Viertel des Darlehensbetrags erlassen, sodass das Darlehen nach der vierten Geburt „abgekindert“ war.
Mit der Aufwertung des Muttertags und der Einführung des Ehrenkreuzes der Deutschen Mutter sollten weitere Anreize die Gebärfreudigkeit fördern. Das am 28. Februar 1934 geschaffene Hilfswerk Mutter und Kind – Goebbels erklärte im Geleitwort zur Gründung: „Mutter und Kind sind das Unterpfand für die Unsterblichkeit eines Volkes“ – sah unmittelbare Hilfen zur Beseitigung materieller Notstände vor, so die Beschaffung von Wäsche und Ernährungsbeihilfen. Auch die Betreuung vorschulpflichtiger Kinder und die Verschickung von Müttern in Erholungsheime gehörten zu den möglichen Leistungen, wobei die Auswahl wiederum unter „erbbiologischen“ Gesichtspunkten erfolgte.
Zwar nahmen Eheschließungen und Geburten in den ersten Jahren der NS-Herrschaft tatsächlich zu; doch den Trend zu kleineren Familien konnten die Nationalsozialisten gleichwohl nicht brechen: Durchschnittlich 2,3 Kinder waren in den 1920 geschlossenen Ehen noch geboren worden; in den 1930 geschlossenen 2,2 Kinder; in denen des Kriegsjahres 1940 aber im Schnitt nur noch 1,8 Kinder. 1941 wurde die Produktion von Verhütungsmitteln verboten. Auf Schwangerschaftsabbrüche stand ab 1943 die Todesstrafe.
Ebenfalls entgegen den ideologischen Vorgaben kam es in der NS-Zeit nicht zu einem Rückgang der Frauenerwerbstätigkeit. Zwischen 1933 und 1939 stieg die Anzahl weiblicher Erwerbspersonen um 1,3 Millionen. Vermindert wurde der Frauenanteil allerdings im Bereich der akademischen Berufe und bei den Verwaltungsbeamtinnen. An Universitäten begrenzte ein Numerus clausus ab 1933 den Anteil der weiblichen Studienanfänger auf 10 Prozent.
Hitler verfügte 1936 persönlich, dass Frauen weder Richterinnen noch Anwältinnen werden durften. Als sich unter den Bedingungen der auf Krieg zusteuernden NS-Wirtschaft die Ausschöpfung des Arbeitskräftepotenzials als vordringlich darstellte, wurde 1937 das Beschäftigungsverbot für Ehefrauen als Bedingung für ein Ehestandsdarlehen aufgehoben.

### Erziehungswesen
Eine der nationalsozialistischen Leitvorstellungen besagte, dass die Zukunft denen gehöre, die die Jugend hinter sich hätten. Mittels Einbettung in das NS-Organisations- und Indoktrinationsgefüge – vom Jungvolk über die Hitlerjugend (HJ) bis zu den diversen NS-Erwachsenenverbänden und -Massenorganisationen – sollten die Heranwachsenden Hitler zufolge lückenlos zu „ganzen Nationalsozialisten“ geformt werden.
Eventuelle Überreste „an Klassenbewußtsein oder Standesdünkel“ übernehme schließlich die Wehrmacht zur weiteren Behandlung, „und wenn sie dann nach zwei, drei oder vier Jahren zurückkehren, dann nehmen wir sie, damit sie auf keinen Fall rückfällig werden, sofort wieder in die SA, SS und so weiter, und sie werden nicht mehr frei ihr ganzes Leben.“
Bereits die frühkindliche Erziehung zielte zeitgenössischen Ratgebern zufolge auf starke Reglementierung in zeitlicher und emotionaler Hinsicht: streng getakteter Nahrungsaufnahme- und Schlafrhythmus, Sauberkeitserziehung mit Prügelstrafe und Abhärtung in rauer Umwelt. Schon für die Kleinkinder gab es nationalsozialistische Kindergärten mit ausgebildeten Erziehern; für uneheliche oder überzählige Kinder gab es die Einrichtung Lebensborn, wo sie in staatlichen Heimen erzogen wurden.
Die Zielvorstellungen der NS-Erziehung in den weiteren Entwicklungsstadien der Heranwachsenden waren auf Gefolgschaftstreue statt auf Denkfähigkeit gerichtet, auf Glauben und Hingabe anstelle von Aufklärung und Einsicht. Als zentrale Werte wurden Ehre, Deutschtum, Blut und Boden, dazu das Herrentum der arischen Rasse vermittelt sowie Verachtung und Hass gegen angebliche „Volksschädlinge“ aller Art geschürt. Elternhäuser und Schulen wurden diesbezüglich unter Anpassungsdruck gesetzt.
Hitlers Parole von der „Heranzüchtung kerngesunder Körper“ wurde durch eine Ausweitung des Sportunterrichts aufgenommen. Speziell die Lehrpläne der Schulfächer Biologie, Erdkunde, Geschichte und Deutsch wurden mit antisemitischen und rassenideologischen Akzenten versehen.
Die Dienstpflicht der Jugendlichen in der HJ, der NS-Grundsatz, dass Jugend durch Jugend geführt und erzogen werden sollte, sowie die Einführung des Staatsjugendtags, der HJ-Mitglieder samstags vom Schulbesuch zugunsten des HJ-Dienstes freistellte, bedeuteten eine Schwächung der schulischen Erziehungsfunktion, zumal das jugendliche Führungspersonal mitunter noch weitergehende dienst- und schulungsbedingte Sonderbefreiungen vom Schulbesuch geltend machte.
Teils im Widerspruch zum NS-Frauenbild wurden solche Sonderrechte aber auch von BDM-Aktivistinnen in Anspruch genommen.
Auch sie verbrachten ihre Freizeit politisch organisiert außer Haus. „Der Totalitätsanspruch“, heißt es bei Thamer, „mit dem die Erziehung zur ‚rassenbewußten‘ und ‚erbgesunden‘ deutschen Frau und Mutter bis in den letzten Winkel des Reiches getragen wurde“, habe die Mädchen aus der traditionellen Enge von Haushalt, Familie, Kirche und Schule herausgeführt. „In der Provinz kamen schon der Mädchensport und das Tragen von Sportkleidung einem revolutionären Einbruch der Moderne gleich.“
Gleichwohl gelangte das NS-Erziehungswesen im Schulbereich hinsichtlich einer vollständigen ideologischen Durchdringung auch an Grenzen des Einflusses. Dabei spielten Beharrungskräfte des Bildungsföderalismus ebenso eine Rolle wie eine weitgehende Kontinuität des deutschen Lehrerpersonals zwischen 1933 und 1939.
Deshalb blieb es an manchen Schulen bei einem den weltanschaulichen Vorgaben des NS-Apparats eher gleichgültig bis vorsichtig distanziert begegnenden Binnenklima. Andererseits stellten die der Ausbildung von NS-Führungskadern dienenden Nationalpolitischen Erziehungsanstalten (Napolas) und Adolf-Hitler-Schulen insgesamt nicht mehr als ein bis zwei Prozent eines Abiturjahrgangs.

### Sport
In der Weimarer Zeit gab es zwar separate Sportorganisationen der Kommunisten, der Sozialdemokraten, der Katholiken, der Protestanten, aber keine nationalsozialistischen. Bei Gregor Strasser als dem Organisationsleiter der NSDAP wurde daher im Herbst 1932 angefragt, ob man eine solche gründen solle. Er schrieb, es sei hierfür zu spät so etwas vernünftig zu machen, die Zeit bis zur Machtübernahme sei zu kurz, man würde den faschistischen Weg des Staatssports wie in Italien gehen.
Da sich keine Persönlichkeit der NSDAP als potenzieller Reichssportführer hervorgetan hatte, wurde daher Hans von Tschammer und Osten ausgewählt, der als gewaltbereiter Kommissar in Mitteldeutschland für die Aufgabe seiner marodierenden SA-Leute entschädigt werden musste. Die Sportpolitik verlief in mehreren Schritten: Im Frühjahr 1933 wurden Juden und Demokraten aus den Vereinen und Verbänden herausgedrängt, Arbeitersportorganisationen wurde geschlossen, eine Einheitssportorganisation mit Gleichschaltung wurde gegründet.
Im Sommer folgte die Aufnahme des Betriebssports in „Kraft durch Freude“, im Herbst wurde der Fokus auf die Olympischen Spiele 1936 gelegt. Im Sommer 1936 folgte die Schließung der kirchlichen Sportorganisationen sowie die Durchführung der Olympischen Spiele. Die gesamte sportliche Jugendarbeit wurde fortan von der Hitlerjugend (HJ) übernommen. 1938 erfolgte die Übernahme der Sportorganisationen durch die NSDAP (NSRL). Jüdische Vereine wurden verboten.
Der Sport erlebte während der nationalsozialistischen Diktatur eine „Aufwertung wie nie zuvor in der Geschichte. Vor allem die junge Generation wurde in der Schule und in der HJ in einem Ausmaß sportlich gedrillt, das beispiellos war.“
Körperliche Fitness galt als Grundlage militärischer Leistungsfähigkeit. Zudem sahen die Nationalsozialisten im Sport ein Instrument, um militärische Tugenden wie Härte, Mut und Disziplin zu fördern. Und schließlich war Sport auch ein Mittel, um die Volksgesundheit zu stärken. Daher erfuhr auch der Frauensport im NS-Staat einen kräftigen Aufschwung.

### Kulturpolitik
Das kulturelle Leben war geprägt von der Politik und diente propagandistischen Zwecken. Die meisten Werke entstanden von regimekonformen Künstlern und dienten der NS-Propaganda oder vermittelten zumindest die Auffassungen der Nationalsozialisten. So wurden häufig eine von der modernen Technik unberührte landwirtschaftliche Idylle oder auch germanische Götter dargestellt.
Die bildende Kunst war antimodernistisch und folgte einem Konzept des Realismus des 19. Jahrhunderts, in dem beispielsweise heroisch überzeichnete Motive oder solche von kleinbürgerlicher Idylle im Vordergrund standen. Pathetische Darstellungen im Sinne der nationalsozialistischen Ideologie verklärten die landwirtschaftliche Arbeit (Blut-und-Boden-Ideologie), Mutterschaft oder den Krieg. In der Bildhauerei und der Architektur standen monumentale Darstellungen, die sich wesentlich am Klassizismus orientierten, oft im Vordergrund.
Moderne Kunst wie beispielsweise Bilder aus den Bereichen Neue Sachlichkeit oder aus dem Expressionismus wurden als „entartet“ verurteilt und verbrannt, die Schöpfer der Werke zunächst deklassiert, dann verfolgt.
Siehe auch: Entartete Kunst, Architektur im Nationalsozialismus, Nationalsozialistische Filmpolitik, Bücherverbrennung 1933 in Deutschland, Reichsmusikkammer, Literatur in der Zeit des Nationalsozialismus, Liste verbotener Autoren während der Zeit des Nationalsozialismus

### Judenausgrenzung und Judenverfolgung
| Jahr | Anzahl der Emigranten |
| ---- | --------------------- |
| 1933 | 37–38.000             |
| 1934 | 22–23.000             |
| 1935 | 20–21.000             |
| 1936 | 24–25.000             |
| 1937 | 23.000                |
| 1938 | 33–40.000             |
| 1939 | 75–80.000             |
| 1940 | 15.000                |
| 1941 | 8.000                 |

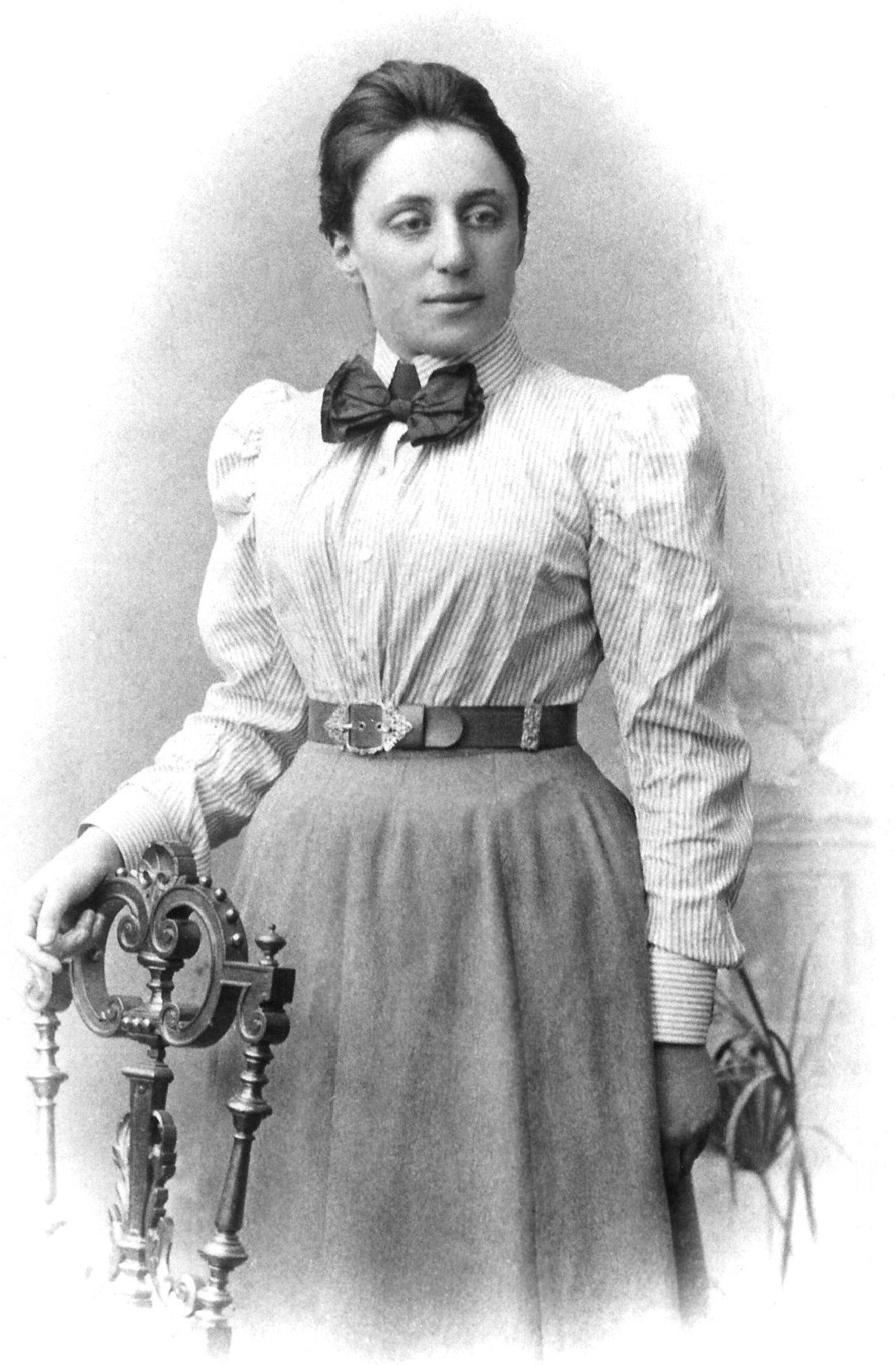
Auch führende Vertreter der Wissenschaften wurden vertrieben, darunter die Mathematikerin Emmy Noether.

Die Entrechtung und Verfolgung der deutschen Juden begann direkt nach Hitlers Machtübernahme, zunächst mit gezieltem Straßenterror der SA. Ab März 1933 wurden jüdische Ärzte, Rechtsanwälte, Apotheker, Bademeister usw. aus ihren Freiberufen gedrängt, von ihren Berufsverbänden ausgegrenzt und erhielten Berufsverbote.
Am 1. April 1933 organisierte die SA den ersten Boykott jüdischer Geschäfte. Mit dem Gesetz zur Wiederherstellung des Berufsbeamtentums vom 7. April 1933 wurden missliebige Beamte aus dem Staatsdienst entfernt. Der darin erstmals enthaltene Arierparagraph war das erste rassistische Gesetz für „Nicht-Arier“ und betraf Anhänger des jüdischen Glaubens oder vermuteter jüdischer Herkunft. Sie wurden zuerst aus dem öffentlichen Dienst, dann auch aus Vereinen, Berufsverbänden und evangelischen Landeskirchen entfernt, die ähnliche Regelungen einführten. Sie wurden auch gesetzlich aus allgemeinen Schulen und allmählich aus dem öffentlichen Leben ausgeschlossen.
Nur ehemaligen jüdischen Soldaten des Ersten Weltkriegs bot das Frontkämpferprivileg bis 1935 einen geringen Schutz. Das Gesetz über die Zulassung zur Rechtsanwaltschaft zielte auf die Ausschaltung jüdischer Rechtsanwälte und wurde ebenfalls am 7. April 1933 erlassen.
Infolgedessen wählten etwa 200.000 politisch oder rassisch Verfolgte den Weg der Emigration. Das NS-Regime begrüßte dies als „Flucht von Systemgegnern“. Gleichzeitig ließ es Konzentrationslager – zuerst das KZ Dachau – einrichten, in denen vor allem politische Gegner, aber auch religiöse Minderheiten massenhaft interniert wurden. Damit wurde der diktatorische Charakter des Regimes im In- und Ausland offensichtlich.
Auf dem Reichsparteitag der NSDAP im September 1935 wurden die Nürnberger Rassengesetze beschlossen, die die schon 1933 begonnene Ausgrenzung und Isolierung der deutschen Juden als Staatsgesetze verankerten und ihnen mit rassistischer Begründung einen Großteil ihrer staatsbürgerlichen Rechte raubten.
Himmler hielt vor SS-Mitgliedern 1935 seine Rede Der Untermensch, in der er den angeblichen Gräueltaten der Juden die guten und großen Kulturtaten der Menschen gegenüberstellte. Zu einer deutlichen Zunahme der Emigration von Juden kam es danach nicht. Die meisten hatten sich auf die Diskriminierungen eingestellt und hofften vergeblich auf Ablösung des Regimes.
1938 setzte sich die systematische Entrechtung der deutschen Juden mit den Arisierungen fort, die durch zahlreiche Verordnungen juristisch untermauert wurden, z. B. der Verordnung zur Ausschaltung der Juden aus dem deutschen Wirtschaftsleben und der Verordnung über den Einsatz des jüdischen Vermögens. Mit der Namensänderungsverordnung zur Führung eines zusätzlichen Vornamens, der Verordnung über Reisepässe von Juden, mit Kennkarten und Meldelisten wurden alle Juden erfasst.
Ende Oktober 1938 wurden im Zuge der sogenannten Polenaktion Tausende aus Polen eingewanderte Juden verhaftet, ausgewiesen und an die polnische Grenze gebracht. Mit den reichsweiten Novemberpogromen 1938 stieg der nationalsozialistische Terror gegen jüdisches Leben mit der Ermordung mehrerer hundert Juden, der Inhaftierung der „Aktionsjuden“ in Konzentrationslagern und der Zerstörung von jüdischem Eigentum (darunter 1400 Synagogen, Betstuben und sonstige Versammlungsräume sowie tausende Geschäfte, Wohnungen) weiter an.
Unmittelbar danach wurde den übriggebliebenen Juden durch die Verordnung gegen den Waffenbesitz der Juden vom 11. November 1938 (RGBl. I, 1573) jeder Waffenbesitz verboten. Die Misshandlungen und Ermordungen setzten sich in den folgenden Tagen und Wochen fort.
Ab Oktober 1941 wurden alle auffindbaren jüdischen Menschen in osteuropäische Ghettos oder Konzentrationslager deportiert und in Vernichtungslagern ermordet. Die Juden aus Deutschland, zählen, ebenso wie viele Millionen ermordete Juden aus Osteuropa, zu den Opfern des Holocaust.
Siehe auch: Geschichte der Juden in Deutschland zur Zeit des Nationalsozialismus

### Terrorapparat
Ein Unterdrückungsapparat aus Gestapo, SS, SD und Sicherheitspolizei wurde aufgebaut. Zum Wesen der gewaltsamen Unterdrückung gehörten die Inhaftierungen und die Einrichtung ungesetzlicher Konzentrationslager als Polizeimaßnahme im Jahr 1933 direkt nach der Parlamentswahl im März (als „Schutzhaft“ deklarierte Vorbeugehaft).
Der Stahlhelm und die Sturmabteilungen der NSDAP wurden zur „Hilfspolizei“ gemacht, die ihre bisherigen Gegner willkürlich erniedrigte und misshandelte. In Bremerhaven wurden Gefangene auf dem „Gespensterschiff“ gefoltert.
Die Gestapo war in den folgenden Jahren vor allem für die Bekämpfung „staatsfeindlicher Bestrebungen“ zuständig und hatte 32.000 Mitarbeiter; dies war verhältnismäßig wenig, jedoch konnte das Regime auf die vielen NS-Sympathisanten und Denunzianten setzen.

### Rechtsetzung und Justiz
Von Beginn an, also bereits ab Februar 1933, wurden im NS-Staat das demokratische Rechtsetzungsverfahren außer Kraft gesetzt, die Trennung von Legislative und Exekutive aufgehoben. An Aufbau, Aufgaben und grundsätzlicher Struktur der Gerichte änderte sich zwar im Übergang von der Weimarer Republik zum Nationalsozialismus anfangs nur wenig. Aber bereits bis Mitte 1933 erfuhr die Rolle der Staatsanwaltschaft und damit ihr Einfluss auf die Rechtsprechung und die Gerichte eine deutliche nationalsozialistische Ausrichtung. Ein Großteil der Gesetze, wie das Bürgerliche Gesetzbuch (BGB) oder das Strafgesetzbuch (StGB), wurde allenfalls in Teilen verändert.
Die Weimarer Verfassung wurde offiziell nicht aufgehoben, aber faktisch war sie jedoch durch eine Vielzahl von Gesetzen ausgehebelt (vgl. das Gesetz zur Behebung der Not von Volk und Reich (Ermächtigungsgesetz) vom 24. März 1933 und „VO zum Schutz von Volk und Staat“ vom 28. Februar 1933, die sog. Reichstagsbrandverordnung). Die NS-Rechtslehre erkannte die Weimarer Verfassung nicht an: Carl Schmitt erklärte 1933 „in Wahrheit ist [das] Ermächtigungsgesetz ein vorläufiges Verfassungsgesetz des neuen Deutschland“. Dies betraf insbesondere die Grundrechte, die Gewaltenteilung und die Gesetzgebung. Viele Gesetze und Verordnungen standen im direkten Widerspruch zur WRV. Geänderte Strafgesetze galten rückwirkend.
Als neue Rechtsquelle trat neben Parlamentsgesetze und Ministerialverordnungen der sog. Führererlass, von NS-Juristen als Rechtsquelle sui generis angesehen, die über allen anderen Rechtsquellen stand. Zur Umsetzung wurden Sondergerichte eingeführt.
Das BGB wurde kaum geändert, aber durch die „Einfallstore“ der Generalklauseln der §§ 138, 242, 826 BGB wurde die nationalsozialistische Ideologie auch im Zivilrecht umgesetzt. Beispielsweise war jeder Vertrag i. S. d. BGB, der mit einem Homosexuellen oder Juden geschlossen wurde, gemäß § 138 BGB sittenwidrig und damit nichtig.

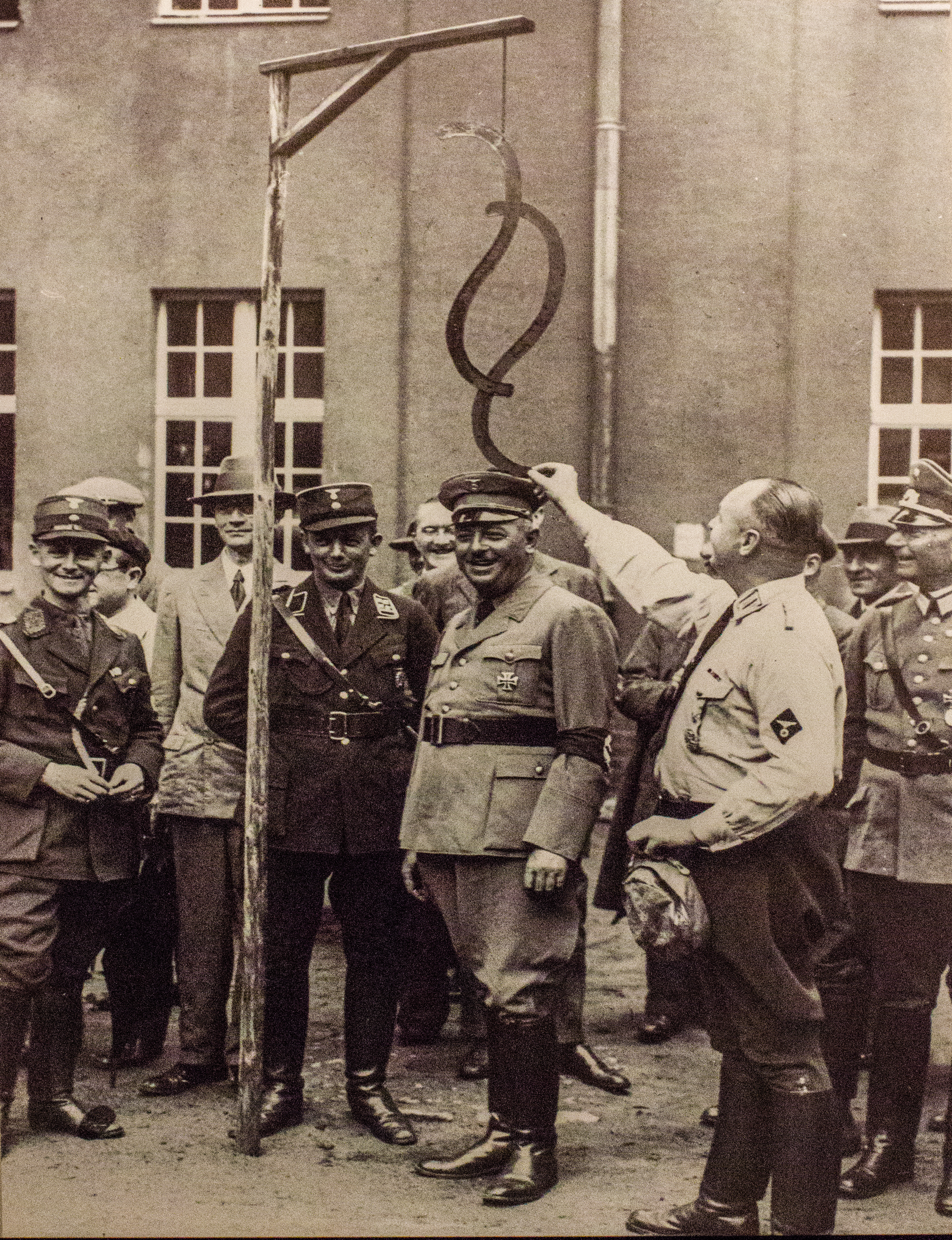
Preußischer Justizminister Hanns Kerrl beim Referendarlager-Besuch, Jüterbog. Symbol der Justiz, das Paragraphen-Zeichen, am Galgen aufgehängt. 1934

Die durch die „Einheit von Partei und Staat“ sehr häufigen Überlagerungen von NSDAP-Richtlinien und Verwaltungsrecht führten zur Marginalisierung des Letzteren. Als neuer Verwaltungszweck galt die Erfüllung eines Gemeinschaftszwecks. In diesem Zusammenhang kam es zu einer Ausschaltung der subjektiv-öffentlichen Rechte (Abwehrrechte des Bürgers gegen das Staatshandeln) und zu einem Kompetenzverlust der Verwaltungsgerichtsbarkeit.
Durch die Schutzhaft (Inhaftierung durch SA und SS vollkommen ohne Verfahren) wurden im Vorfeld von Strafprozessen Zeugen und Angeklagte gezielt unter Druck gesetzt oder ausgeschaltet. Folter galt als legitimes Mittel der Beweiserhebung u. a. durch die Gestapo.
Ein Schuldeingeständnis zu Beginn des Prozesses (ähnlich dem guilty plea im anglophonen Rechtskreis) zur Verkürzung des Verfahrens wurde eingeführt und auch angewendet. Strafgesetze wurden mittels der analogen Gesetzesanwendung (§ 2a StGB a.F.) auf eine Vielzahl von Tatbeständen erstreckt. Als erweitertes Gewohnheitsrecht galt das „gesunde Volksempfinden“.
Spezielle Straftatbestände für Minderheiten oder Personengruppen (Juden, Zwangsarbeiter, Ausländer) wurden ins Strafrecht aufgenommen. Auch die Verfolgung der Homosexuellen verschärfte sich in der Zeit des Nationalsozialismus. 1935 wurde § 175 RStGB in Tatbestandsfassung wie Strafmaß massiv verschärft und somit die Totalkriminalisierung von männlicher Homosexualität verordnet.
1936 wurde eine „Reichzentrale zur Bekämpfung der Homosexualität und der Abtreibung“ eingerichtet. Mit der schrittweisen Ausdehnung des Deutschen Reiches wurden für die unterworfenen Völker (besonders in Ost- und Südosteuropa) besondere „Rechtsgrundsätze“ angewandt. Die nationalsozialistische Hierarchie von „Über-“ und „Untermenschen“ fand während des Zweiten Weltkriegs ihren Ausdruck in zahlreichen Erlassen, Führerbefehlen und Vorschriften, am konsequentesten durchgesetzt in den Ostgebieten (u. a. dem Generalgouvernement, siehe auch unter: Polen-Erlasse, Polenstrafrechtsverordnung).
Das Strafrecht des Dritten Reiches war größtenteils nicht tatbezogen, sondern auf den Täter fokussiert (vgl. das Gewohnheitsverbrechergesetz von 1933 und die Verordnung gegen Volksschädlinge von 1939). Dies bedeutete, dass die Strafe nicht vorrangig nach der Schwere der Tat bestimmt wurde, sondern danach, welche Gefahr vom Täter für das Volk vermeintlich ausging.
Im Vordergrund des Strafvollzuges im nationalsozialistischen Deutschland stand die „Sühne“ der Schuld sowie die Abschreckung im Sinne der Generalprävention. Spezialprävention spielte nur eine untergeordnete Rolle.
Ab 1944 wurden im ganzen Reichsgebiet verstärkt Standgerichte eingesetzt, um „Wehrkraftzersetzer“ und Deserteure abzuurteilen. Diese waren im Allgemeinen durch Laienrichter besetzt (z. B. durch den Bürgermeister eines Ortes).

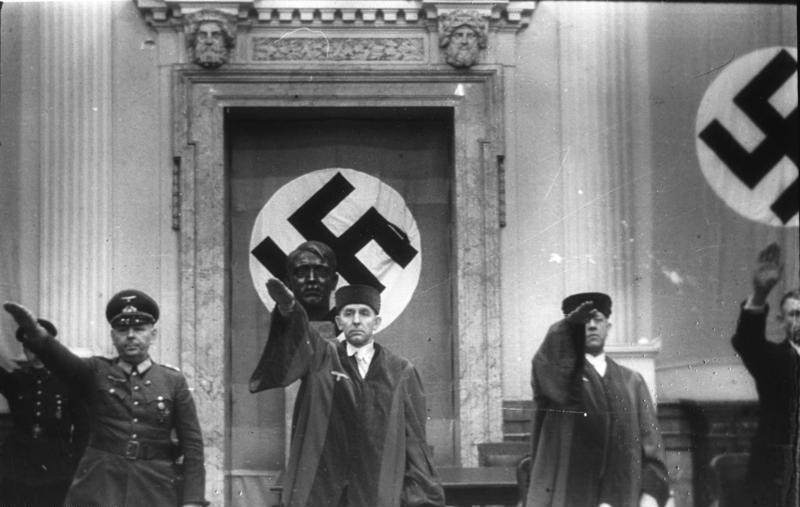
Roland Freisler (Mitte) als Präsident des Volksgerichtshofes, 1944

1934 wurde der Volksgerichtshof (VGH) geschaffen. Er diente vor allem dazu, politische Schauprozesse abzuwickeln. Von 1934 bis Juni 1944 wurden vom VGH 5375 Todesurteile verhängt.
Für die Zeit von Juli 1944 bis April 1945 gehen Schätzungen von etwa 2000 weiteren Todesurteilen aus. Auch die Mitglieder der Weißen Rose und die Attentäter vom 20. Juli 1944 wurden vom VGH zum Tode verurteilt.
Die Rechtswissenschaft wandelte ihre grundsätzliche Ausrichtung von der Interessenjurisprudenz hin zur Weltanschauungsjurisprudenz. Damit einher ging eine strikte Ablehnung eines Naturrechts. In der nationalsozialistischen Rechtswissenschaft galt Rechtsetzung durch Interpretation (Umgehung der Gesetzgebung, „Führerwort“) als allgemein anerkannt.

### Wirtschaftspolitik
Das Wirtschaftsleben im NS-Staat gründete auf Anreiz und Verpflichtung. Dabei blieb die privatwirtschaftliche Verfügung über die Unternehmen grundsätzlich unangetastet. Zugleich investierte das Regime in die Aufrüstung der Wehrmacht sowie in die militärisch-zivile Infrastruktur (Autobahn-, Kasernenbau) und profitierte von der bereits vor der Machtübergabe eingetretenen Erholung der Weltkonjunktur mit der allseits begrüßten Folge einer Verminderung, dann Beendigung der allgemeinen Arbeitslosigkeit.
Während die Arbeiterbewegung mit allen Mitteln unterdrückt und verfolgt wurde, wurde zugleich beschränkt auf „deutschblütige“ Arbeitskräfte eine Reihe sozialpolitischer Verbesserungen eingeführt. So wurde symbolisch-demagogisch bereits 1933 der 1. Mai als traditioneller „Kampftag“ der Arbeiterbewegung zum arbeitsfreien Feiertag umgewidmet und die Freizeitorganisation „Kraft durch Freude“ bot Urlaubsmöglichkeiten und Kulturveranstaltungen an.
Für den Erfolg der Nationalsozialisten war die allgemeine Zustimmung in weiten und wachsenden Teilen der „deutschen Volksgemeinschaft“ wichtig, zunächst aufgrund politischer und weltanschaulicher Übereinstimmung und im weiteren Verlauf aufgrund ökonomischer Erfolge und sozialpolitischer Verbesserungen, die als Privilegierung gegenüber Minderheiten zu verstehen waren.
Einen wesentlichen Beitrag zur allgemeinen Zufriedenheit und zu deren wirtschaftlicher Absicherung bewirkten seit Kriegsbeginn die anfänglichen militärischen Erfolge, vor allem der Sieg über Frankreich.
Eine der dringendsten Aufgaben Hitlers nach der Machtübernahme war die Überwindung der Wirtschaftskrise, die ihm zur Erringung der Macht verholfen hatte, ihn bei einem Misserfolg aber auch gefährdet hätte.
Dies erreichte er vor allem durch getarntes deficit spending, also mit Krediten (den Mefo-Wechseln) finanzierte Konjunkturprogramme und Arbeitsbeschaffungsmaßnahmen. Der dadurch entstandene Kaufkraftüberschuss wurde abgeschöpft, indem die Deutschen zu vermehrtem Sparen motiviert wurden. Dadurch blieben Inflationseffekte aus.
Kriegsvorbereitungen spielten zunächst für die Öffentlichkeit keine große Rolle bei der Belebung der Konjunktur. Augenscheinlicher waren beispielsweise eher bevölkerungspolitisch gedachte Maßnahmen wie Ehestandsdarlehen: Dabei wurde einem Paar bei der Heirat ein Darlehen von tausend Reichsmark angeboten, wenn die Frau dann dauerhaft aus dem Berufsleben ausschied.
Eine Rolle spielten auch diktatorische Schritte, wie die Abschaffung der Gewerkschaften oder die Ermordung des antikapitalistisch gesinnten SA-Stabschefs Ernst Röhm, der eine soziale Revolution nach dem 25-Punkte-Programm forderte.
Eine wichtige Maßnahme war die Erzeugungsschlacht in der Landwirtschaft. Im September 1933 wurden alle landwirtschaftlichen Betriebe, Genossenschaften und Landwirtschaftskammern im Reichsnährstand zwangsvereinigt. Der Nährstand wurde verherrlicht und als Quelle der rassischen Erneuerung popularisiert, in der Realität verlor er aber an Bedeutung. Der durchschnittliche Lohn in der Landwirtschaft fiel stetig, und der Anteil der in der Landwirtschaft Beschäftigten fiel ebenfalls ab.
Auch die Industrie sollte unabhängiger vom Ausland werden, sodass die Gewinnung einheimischer Rohstoffe verstärkt wurde. Die Einrichtung des Reichsarbeitsdienstes verband hierbei den propagandistischen Zweck, kurzfristig augenscheinlich die jugendlichen Arbeitslosen „von der Straße zu holen“ mit dem Autarkiebestreben, neue landwirtschaftliche Flächen durch z. B. Trockenlegung von Mooren und Sümpfen zu gewinnen.
Mit dem Gesetz zur Ordnung der nationalen Arbeit wurde am 20. April 1934 auch in den Unternehmen das Führerprinzip eingeführt. In der Betriebsgemeinschaft war der Betriebsführer für seine „Gefolgschaft“ verantwortlich; diese war ihm zu Treue verpflichtet. Um wichtige Industrielle an die Wehrmacht zu binden, wurden sie zu Wehrwirtschaftsführern ernannt. Treuhänder der Arbeit kontrollierten schon seit Mai 1933 die Betriebe und sorgten für die Gleichschaltung der Wirtschaft, sie regelten auch den Erlass der Tarifordnungen.
Zu einer Erhöhung des Lebensstandards kam es für die meisten Berufstätigen nicht, da bald die Rüstung Priorität erhielt. So mussten z. B. eine verdeckte Inflation, Einschränkungen bei der Berufswahl, bei der freien Wahl des Arbeitsplatzes und eine Verlängerung der Arbeitszeiten akzeptiert werden.
Das Wachstum basierte auf Planwirtschaft und diente der systematischen Aufrüstung und Kriegsvorbereitung. In einer Denkschrift zum Vierjahresplan machte Hitler 1936 unter anderem folgende Vorgaben: „I. Die deutsche Armee muss in vier Jahren einsatzfähig sein. II. Die deutsche Wirtschaft muss in vier Jahren kriegsfähig sein.“
Drei Tage vor dem auf den 1. September 1939 festgelegten Angriff auf Polen, dem Beginn des Zweiten Weltkrieges, wurde mit der Verteilung von Lebensmittelkarten begonnen. Bald wurden Kriegsgefangene und immer mehr verschleppte Zivilisten teilweise unter unmenschlichen Bedingungen als Zwangsarbeiter eingesetzt; bei Kriegsende waren es ca. neun Millionen (siehe auch unter: Polen-Erlasse, Polenstrafrechtsverordnung, Ostarbeiter, Generalbevollmächtigter für den Arbeitseinsatz Fritz Sauckel). Da die Männer im Krieg gebraucht wurden, arbeiteten in den Fabriken, im Widerspruch zu den Aussagen von Mein Kampf, immer mehr Frauen.
Erst nach den ersten Niederlagen gegen die Sowjetunion und dem Kriegseintritt der USA Ende 1941 kam es zu einer deutlichen Umstellung hin zur Kriegswirtschaft; der totale Krieg mit dem Ziel der vollen Ausnützung des wirtschaftlichen und personellen Potenzials für die Kriegsführung wurde erst am 18. Februar 1943 von Joseph Goebbels ausgerufen.
Am Ende des Krieges brach die Industrie durch die Bombardierung der Infrastruktur (Eisenbahn) und Industrieanlagen und die fehlende Rohstoffversorgung zusammen, die Versorgung mit Lebensmitteln wurde problematisch, der Schwarzmarkt blühte auf. Zu einer allmählichen Erholung kam es erst mit den Darlehen des Marshallplans und der Währungsreform.

### Forschung und Medizin
Hauptanliegen vieler nationalsozialistisch gesinnter Ärzte und Professoren im Deutschen Reich war die „Heranzüchtung kerngesunder Körper“ (Zitat Hitlers) und die „Ausmerzung des Schwachen und Kranken“ bzw. der Juden. Diesen Zwecken dienten z. B. die Lebensborn-Heime, in denen arische Kinder geboren und aufgezogen wurden, die Rassenhygiene sowie als eugenische Maßnahmen die Krankenmorde im Nationalsozialismus: siehe „Aktion T4“, „Aktion Brandt“ und „Kinder-Euthanasie“.
Auch andere Bereiche der Wissenschaft und Forschung wurden instrumentalisiert und im Sinne des Nationalsozialismus organisiert.

### Religionspolitik
Die Kirchen- und Religionspolitik des Nationalsozialismus war uneinheitlich und voller Widersprüche. Während die ältere Forschung noch von einem einheitlichen Willen zur Vernichtung von Kirchen und Christentum ausging, standen sich sowohl in Partei als auch in Regierungsstellen Gegner, Sympathisanten und Neutralisten von Kirchen und Christentum gegenüber.
Abgesehen vom Verbot des Schächtens im April 1933 wurden die Gesetze der jüdischen Religion zwar im Wesentlichen nicht beeinträchtigt.
Doch wurden die jüdischen Gemeinden im Zuge der allgemeinen, rassisch begründeten Judenverfolgung sukzessive ihres Schutzes und Rechtsstatus beraubt und zwischen 1941 und 1943 durch die Vertreibung und Ermordung ihrer Mitglieder vollständig vernichtet.
Den beiden Großkirchen hatte Hitler in seiner Regierungserklärung vom März 1933 eine staatstragende Rolle zugesprochen. Er setzte dann zunächst auf die Deutschen Christen, die bei den Kirchenwahlen im Juni 1933 einen Erdrutschsieg erreichten und dann einen Teil der Landeskirchen beherrschten. Daraufhin wählten auch die unterlegenen Gruppen Ludwig Müller zum Reichsbischof. Gegen den Ausschluss von getauften Juden entstand der Pfarrernotbund, aus dem 1934 die Bekennende Kirche hervorging.
Diese kämpfte auf der Basis der Barmer Theologischen Erklärung gegen staatliche Übergriffe auf kirchliche Angelegenheiten und gegen den totalen Staat ohne Rechtsbindung. Praktisch wurden daraus nur ansatzweise Konsequenzen gezogen, z. B. die Bildung einer eigenen Organisationsstruktur mit der Vereinigten Kirchenleitung, eine Denkschrift an Hitler gegen Entrechtung von Minderheiten und gegen KZs, später die Einrichtung des Büros Grüber als Hilfe für verfolgte Judenchristen und Juden.
Ab 1937 wurden die Tätigkeiten der BK immer stärker staatlicher Kontrolle unterworfen und viele ihrer Vertreter inhaftiert, ab 1939 wurden die meisten BK-Pastoren zum Wehrdienst eingezogen. In der Regel zeigten sich aber die evangelischen Kirchen und ihre Hierarchien als willfährige Unterstützer und Sympathisanten des Regimes.
Die katholische Kirche distanzierte sich bis 1933 vom Rassismus der NSDAP. Am 22. Juli 1933 aber schloss der Vatikan überraschend das Reichskonkordat mit der neuen Reichsregierung, um so die deutschen katholischen Bischöfe, ihre Bistümer und Strukturen vor Zugriffen des Regimes zu schützen.
Im Gegenzug wurden Priester und Bischöfe verpflichtet, sich nicht in Politik einzumischen. Damit gab die bis dahin recht starke Zentrumspartei ihre Oppositionshaltung auf und verlor dann ihre Existenzberechtigung. Hitler gewann durch das Konkordat auf diplomatischer Bühne internationales Ansehen.
Trotzdem kam es zu Angriffen auf katholische Orden, die Kolpingjugend und andere katholische Gruppen. In den Jahren 1936 und 1937 organisierte der NS-Staat eine Serie von rund 250 Strafprozessen gegen katholische Priester und Ordensleute, die verschiedener Sexualdelikte wie homosexueller Handlungen unter Männern oder Kindesmissbrauch angeklagt wurden.
Die Prozesse, die zum Teil sehr nachlässig vorbereitet worden waren – ein Zeuge wollte im Sommer 1937 beispielsweise in dem Vorsitzenden Richter statt in dem Angeklagten seinen angeblichen Belästiger erkennen – wurden auf Anweisung von Propagandaminister Goebbels in der Presse mit hämischen Kommentaren begleitet. Ziel war eine Diskreditierung der Kirche und eine Aufweichung ihrer im Reichskonkordat zugesagten Rechte.
Papst Pius XI. wandte sich 1937 mit seiner Enzyklika Mit brennender Sorge scharf gegen die deutsche Kirchenpolitik und wies auf den von den Nationalsozialisten nicht erfüllten Teil der Konkordatsvereinbarungen, aber auch auf Gegensätze zwischen christlichem Glauben und NS-Ideologie hin. Die Enzyklika prangerte die systematische Entrechtung der Juden oder anderer Religions- und Bevölkerungsgruppen nicht direkt an, verurteilte aber eine Unterscheidung nach Rassen.
Der Nationalsozialismus hatte auch eigene religiöse Elemente, vor allem den Führerkult und rituelle Massenaufmärsche mit gottesdienstartigen Formen, Führergruß, Fackeln, feierlichen Proklamationen und Hymnen.
Der „Parteiphilosoph“ Alfred Rosenberg wollte nach dem „Endsieg“ durch „Gegenpäpste“ die katholische und die evangelische Kirche in einander bekämpfende Gruppen spalten und versuchte, die altgermanische, persische und indische Religion wiederzubeleben, um „der vergehenden biblischen Tradition eine noch ältere und bessere unterzuschieben“. Der Privatsekretär Hitlers, Martin Bormann, arbeitete einen nationalsozialistischen Katechismus aus, dessen Lehren allmählich die Zehn Gebote der Bibel ersetzen sollten.
Reichsführer SS Heinrich Himmler hatte weitreichende Vorstellungen über die Einführung eines altgermanisch-heidnischen Götterglaubens und über die „Befriedung“ der slawischen Völker durch die „Lehre der Ernsten Bibelforscher“.
Gegenüber den meisten kleineren Religionsgemeinschaften hegten die offiziellen Stellen Vorbehalte. Verbindungen ins Ausland, insbesondere in die USA, Verweigerung von Eidesleistung und grundsätzliche Distanz zur nationalsozialistischen „Volksgemeinschaft“ machten solche Gruppierungen suspekt; Pazifismus und Ablehnung der nationalsozialistischen Rassenlehre ließen sie als Gegner des Regimes erscheinen. Der Sicherheitsdienst forderte deshalb die Vernichtung des weit überwiegenden Teils des „Sektenwesens“, während „harmlose“ Gruppen bestehen bleiben sollten, um die „Zersplitterung im kirchlich-religiösen Gebiet“ zu fördern.
Manche Stellen wie das Auswärtige Amt warnten jedoch mit Rücksicht auf deren internationale Verbindungen vor der Auflösung einiger Religionsgemeinschaften wie der Mormonen oder der Christlichen Wissenschaft.
Der nationalsozialistische Staat verfuhr deshalb auf Grund politischer Rücksichten und abhängig vom Grad der Anpassung unterschiedlich mit den einzelnen kleinen Religionsgemeinschaften. Besonders scharf verfolgt wurden von Anfang an die Zeugen Jehovas (siehe auch: Zeugen Jehovas in der Zeit des Nationalsozialismus). Als angeblich dem Judentum nahestehend, aus den USA fremdbestimmt und pazifistisch wurden die Zeugen Jehovas 1933 verboten. Etwa 10.000 von ihnen wurden in der Zeit des Nationalsozialismus inhaftiert, 2.000 davon in Konzentrationslagern; 1.200 Zeugen Jehovas wurden hingerichtet oder ermordet.
Die Christliche Wissenschaft wurde in ihrer Betätigung zwar schrittweise eingeschränkt, aber erst 1941 verboten. Die Siebenten-Tags-Adventisten wurden zwar 1933 verboten, vielleicht auch, weil sie mit den pazifistischen Reformadventisten verwechselt wurden. Das Verbot wurde aber nach zehn Tagen wieder aufgehoben, woraufhin die Kirchenführung versuchte, sich dem Staat anzupassen, um die Kirchenauflösung zu vermeiden.
Die Reformadventisten wurden dagegen im Jahre 1936 verboten. Ganze Gemeinden standen vor Gericht und viele ihrer Glieder wurden verurteilt. Junge Männer wie Anton Brugger wurden wegen Kriegsdienstverweigerung zum Tode verurteilt. Bis zum Ende der NS-Herrschaft blieben die Reformadventisten im Untergrund. Andere Gemeinschaften wie die Mormonen konnten hingegen unbeschränkt fortbestehen.

### Naturschutz
Der Naturschutz im Nationalsozialismus begann 1933 mit der Gleichschaltung der Naturschutzverbände und dem Ausschluss der Mitglieder jüdischen Glaubens aus den Vereinen. Umfassende gesetzliche Neuregelungen in den Jahren 1933 bis 1935 des NS-Regimes im Bereich des Natur- und Umweltschutzes, allen voran das Reichsnaturschutzgesetz (RNG), regelten erstmals den Ausgleich nach privaten Eingriffen und führten den schwächer geschützten „Landschaftsschutz“ als neue Kategorie ein. In der Praxis hielt das NS-Regime sich nicht an den anfangs gesetzlich vorgezeichneten Weg eines umfassenden Naturschutzes.

### Organisation des Militärs
Mit der Reichswehr übernahmen die Nationalsozialisten die Streitkräfte der Weimarer Republik. Die Reichswehr war staatstreu und unterstützte die NSDAP bis zur Machtübernahme nicht aktiv, viele Soldaten waren aber selbst keine Anhänger der Republik, sodass sie diese auch nicht verteidigten.
Die Reichswehr hoffte unter Hitler auch auf einen Fortschritt bei der Revision des Versailler Vertrages, die Führung der Reichswehr war schon am 3. Februar über die Pläne Hitlers informiert worden, Befürchtungen hatte sie gegenüber der SA. Bestrebungen innerhalb der SA, die Reichswehr zu übernehmen, beendete Hitler durch die Niederschlagung des Röhm-Putsches, bei dem er die SA ausschaltete, da er die Reichswehr als für den Krieg besser geeignet ansah.
An dieser Aktion war auch die Reichswehr beteiligt, sie tolerierte sogar die Ermordung zweier ihrer Generäle.
Am 3. August wurde die Reichswehr nach dem Tod des bisherigen Oberbefehlshabers, Reichspräsident von Hindenburg, auf die Person Hitlers vereidigt und damit zu einem Instrument Hitlers.
Mit der Wiedereinführung der Wehrpflicht am 16. März 1935 wurde die Reichswehr in Wehrmacht umbenannt. Die Wehrmacht wurde ausgebaut und modernisiert, 1939 hatte sie eine Stärke von 2,75 Millionen Mann.
Den Widerstand innerhalb der Wehrmachtführung gegen seine Kriegspläne, mehr aus Zweifel an der Machbarkeit der Pläne als aus ideologischen Gründen, schaltete er durch die Blomberg-Fritsch-Krise aus und schuf das Oberkommando der Wehrmacht. Der weiter vorhandene Widerstand konnte sich, insbesondere nach den ersten Kriegserfolgen, nicht durchsetzen.
Die Wehrmacht tolerierte den Vernichtungskrieg gegen die Sowjetunion, Teile der Wehrmacht waren auch an Exekutionen beteiligt. Erst als Deutschland Niederlagen wie in der bei Stalingrad hinnehmen musste, versuchten Mitglieder der Wehrmacht im Attentat vom 20. Juli 1944 durch eine Beseitigung Hitlers ein Ende des Krieges zu erreichen.

### Außen- und Rüstungspolitik
Der Vertrag von Versailles wurde schrittweise gebrochen und aufgehoben. Zugleich beteuerte Hitler seinen Friedenswillen. Dies wurde im Ausland, vor allem in der Appeasement-Ära Großbritanniens, zunächst geglaubt; man versuchte, Hitler durch Entgegenkommen zu „zähmen“ und einen neuen Weltkrieg zu vermeiden.
1935 wurde das Saarland wieder ins Deutsche Reich integriert, nachdem ein unter internationaler Kontrolle durchgeführtes Plebiszit eine überwältigende Zustimmung dafür (90,8 %) ergeben hatte. Die Reichswehr wurde mit Einführung der Wehrpflicht in die Wehrmacht umgewandelt; zudem wurde die Existenz der bis dahin geheim gehaltenen Luftwaffe publik gemacht.
Beide Schritte verletzten den Versailler Vertrag. Auch der Einmarsch in das entmilitarisierte Rheinland am 7. März 1936 stellte einen Bruch des friedensnobelpreisgekrönten Locarno-Paktes dar, was Hitler mit der Ratifizierung des französisch-sowjetischen Beistandspakts durch Frankreich begründete, welcher einen Bruch des Locarno-Paktes seitens Frankreichs dargestellt habe.
Wirtschaft und Gesellschaft in Deutschland wurden in der nationalsozialistischen Diktatur bereits während der Jahre vor dem Zweiten Weltkrieg an dem Ziel eines Eroberungskrieges ausgerichtet. Bezeichnend dafür war eine massive Aufrüstung, die in Bezug auf Größenordnung und Geschwindigkeit laut Ulrich Herbert „historisch vorbildlos“ war.
Von 1933 1,9 Milliarden Reichsmark stiegen die staatlichen Rüstungsausgaben auf 10,3 Milliarden 1936 und auf 17,2 Milliarden 1938 und damit auf 74 Prozent aller Staatsausgaben. „In keinem anderen kapitalistischen Staat hatte es außerhalb von Kriegszeiten jemals eine derartige Umschichtung von Staatsausgaben zugunsten der Rüstung gegeben.“ Die mit dieser Rüstungspolitik verbundene enorme Verschuldung sollte durch einen gewonnenen Krieg auf Kosten Europas beglichen werden.
Im Zusammenhang mit der „sozialen Militarisierung“ und Kriegsvorbereitung stand auch der mit Arbeitsbeschaffungsmaßnahmen einhergehende Rückgang der Arbeitslosigkeit. Mit milliardenschweren Rüstungsprogrammen wurde die Produktion von Waffensystemen, Munition und militärischen Großgeräten für Heer, Marine und Luftwaffe vorangetrieben.
Bei der Flugzeugproduktion stieg die Anzahl der Beschäftigten von annähernd 4000 im Januar 1933 über 54.000 im Jahr 1935 auf fast 240.000 im Frühjahr 1938. Vollbeschäftigung war ein Nebeneffekt der Kriegsvorbereitung. Im Sinne des militärischen Jargons der NS-Propaganda sollte die „Volksgemeinschaft“ sich ständig vorkommen wie in einer gemeinsamen „Arbeitsschlacht“.
Nach der Rheinlandbesetzung zu Frühjahrsbeginn 1936 benutzte Hitler die Olympischen Spiele 1936 in Berlin, denen zeitweise ein Boykott gedroht hatte, als Propagandabühne für die Weltöffentlichkeit, der ein friedliebendes und weltoffenes Land vermittelt werden sollte. Der im Anschluss daran aufgelegte Vierjahresplan hingegen sollte das Deutsche Reich bis spätestens 1940 kriegsbereit machen. Das Regime unterstützte nun zusammen mit Mussolinis Italien den faschistischen General Franco im Spanischen Bürgerkrieg gegen die dortige Republik auch militärisch.
Dies bot Hitler die Gelegenheit, die Einsatzfähigkeit seines Militärs im Kriegsfall zu testen. Die Legion Condor der deutschen Luftwaffe zerstörte 1937 bei einem ersten Flächenbombardement die baskische Stadt Guernica. In einer in der Hoßbach-Niederschrift festgehaltenen Besprechung stellte Hitler am 5. November 1937 den wichtigsten Vertretern der Wehrmacht und dem Außenminister seine Pläne zur deutschen Kriegs- und Außenpolitik vor.
Am 20. Februar 1938 verkündete Hitler in einer Rede sein Ziel, alle Deutschen Mitteleuropas in einem Staat zu vereinen. Am 12. März 1938 kam er einer beabsichtigten Volksabstimmung in Österreich zuvor und verkündete nach dem Einmarsch der Wehrmacht (Unternehmen Otto), unter dem Jubel der auf dem Heldenplatz versammelten Wiener, den „Eintritt meiner Heimat in das Deutsche Reich“.
Ein weiteres vor allem von Deutschen bewohntes Gebiet außerhalb des Reiches war das tschechische Sudetenland. Durch das praktisch unerfüllbare Karlsbader Programm provozierte Hitler die Sudetenkrise, die am 29. September 1938 im Münchner Abkommen zur Angliederung des Sudetenlandes an das Deutsche Reich führte. Hitler hatte beabsichtigt, die Krise für den Beginn eines Krieges zu nutzen, und war von Mussolini und Göring zum Abkommen gedrängt worden, das er als politische Niederlage empfand.
Der öffentlich propagierten NS-Außenpolitik stimmten die meisten Deutschen zu. Volksabstimmungen ergaben 1933, 1935 und 1938 große Mehrheiten für damalige Entscheidungen Hitlers.
Die Bevölkerungsmehrheit erlebte die außenpolitischen Maßnahmen der Nationalsozialisten als Erfolge und Wiedergutmachung vergangener nationaler Demütigungen.
Nachdem Herschel Grynszpan am 7. November 1938 in Paris einen Anschlag auf den Botschaftssekretär Ernst Eduard vom Rath verübt hatte, inszenierten die Nationalsozialisten die Novemberpogrome.
Zum Teil als Zivilpersonen auftretende ortsbekannte SA- und SS-Angehörige legten in zahlreichen Synagogen Feuer, misshandelten und ermordeten viele deutsche Juden vor den Augen der Polizei, die befehlsgemäß nicht einschritt, und deportierten ab dem 10. November Zehntausende Juden in die KZs. Die den Opfern auferlegte „Judenbuße“ von über einer Milliarde Reichsmark wurde zur Finanzierung der Aufrüstung als unmittelbare Kriegsvorbereitung genutzt.
Mitte März 1939 wurde die Slowakei als selbständiger Staat ausgerufen. Das danach von der ehemaligen Tschechoslowakischen Republik verbliebene Gebiet wurde als Protektorat Böhmen und Mähren vom Deutschen Reich abhängig. Eine Woche später wurde auch das Memelland dem Deutschen Reich angegliedert.
Um sich den Rücken für seine Expansionsziele im Osten freizuhalten, schloss Hitler mit der Sowjetunion im August 1939 den deutsch-sowjetischen Nichtangriffspakt. In dessen geheimem Zusatzprotokoll wurde Polen für den Fall eines Krieges zwischen den beiden Staaten aufgeteilt. Dagegen versprach Hitler, nicht gegen Stalin zu agieren, falls dieser sich Finnlands bemächtige, was er daraufhin auch tat.

## Zweiter Weltkrieg 1939 bis 1945
Mit dem Überfall auf Polen begann das NS-Regime, seine jahrelang vorbereitete Eroberungs- und Germanisierungspolitik mit Krieg durchzusetzen. Im Laufe des Zweiten Weltkriegs beging das nationalsozialistische Deutschland millionenfachen Völkermord.
Am 27. September 1940 schlossen Deutschland, das faschistisch regierte Italien und das Kaiserreich Japan – die Achsenmächte – den Dreimächtepakt als politische und militärische Koalition. Nach raschen Siegen über die Niederlande, Belgien, Frankreich und Norwegen 1940 brach das NS-Regime den deutsch-sowjetischen Nichtangriffspakt von 1939 und griff am 22. Juni 1941 die Sowjetunion an („Unternehmen Barbarossa“). Am 11. Dezember 1941 erfolgte die Kriegserklärung Deutschlands und Italiens an die Vereinigten Staaten.
Die Kriegswende begann im Herbst und Winter 1942/1943 mit den deutschen Niederlagen in den Schlachten von El Alamein und Stalingrad. Mitte 1943 war der Wendepunkt des deutschen U-Boot-Kriegs im Atlantik.
Die britischen und US-amerikanischen Luftstreitkräfte erreichten ab Frühjahr/Sommer 1944 fast die völlige Luftherrschaft über Deutschland und zerstörten im Bombenkrieg ganze Städte. Anfang Juni 1944 landeten westalliierte Truppen in der Normandie (Operation Overlord) und eröffneten damit die zweite Front im Westen mit dem Ziel, die Truppen der Wehrmacht auf deutsches Gebiet zurückzudrängen und das NS-Regime schließlich zu stürzen.
Die alliierten Truppen erreichten die Grenzen des „Altreichs“ im Oktober 1944. US-amerikanische und sowjetische Truppen trafen sich in Mitteldeutschland am 25. April 1945 („Elbe Day“). Nach Hitlers Selbstmord am 30. April 1945 endete zwei Tage später die Schlacht um Berlin. Daraufhin kapitulierte die Wehrmacht am 8. Mai 1945 bedingungslos vor den Alliierten und ihren Verbündeten.
 Der Zweite Weltkrieg kostete weltweit über 62 Millionen Menschen das Leben. In seinem Verlauf ermordeten Nationalsozialisten und ihre Helfer etwa ein Drittel aller europäischen Juden (Shoah), etwa 3,5 Millionen nichtjüdische Sowjetbürger und Polen (siehe dazu Verbrechen der Wehrmacht), mindestens 100.000, eventuell über 500.000 Sinti und Roma (Porajmos), etwa 200.000 Behinderte (u. a. „Aktion T4“), eine unbekannte Zahl deutscher „Asozialer“ und etwa 5.000 Homosexuelle (→ Rosa Winkel).
In der nationalsozialistischen Rassenhygiene galten diese Gruppen als „minderwertige“ bzw. „lebensunwerte“ „Rassenschädlinge“. Vor dem Krieg waren bereits etwa 20.000 als gefährlich eingestufte politische Regimegegner, meist Angehörige der Linksparteien, und etwa 1.200 Zeugen Jehovas ermordet worden. Deserteure, Plünderer und Saboteure erhielten als „Volksschädlinge“ in der Regel die Todesstrafe.

### Eroberungen (1939–1942)
Der Überfall auf Polen ohne Kriegserklärung am 1. September 1939 löste den Zweiten Weltkrieg aus.
Am 3. September erklärten zunächst Großbritannien und Frankreich dem Deutschen Reich den Krieg. Nach dem Sieg der Wehrmacht über Polen wurde dessen Westteil (Großpolen, Westpreußen, Oberschlesien) von Deutschland annektiert und die Mitte zum Generalgouvernement erklärt. Am 17. September besetzte die Rote Armee fast kampflos Ostpolen; Polen wurde, wie im Hitler-Stalin-Pakt vereinbart, aufgeteilt.
1940 besetzte die Wehrmacht Dänemark und Norwegen und besiegte dann im so genannten „Blitzkrieg“, der nur sechs Wochen dauerte, die Staaten Luxemburg, Niederlande, Belgien und Frankreich. Frankreich wurde nach dem Westfeldzug in zwei Zonen geteilt. Nur der Norden und Westen Frankreichs blieb unter deutscher Besatzung. Marschall Pétain verlegte den Regierungssitz nach Vichy im unbesetzten Teil Frankreichs.
Hitlers Popularität erreichte durch die „Auslöschung der Schande von Versailles“ ihren Höhepunkt. Die geplante Invasion Großbritanniens – das „Unternehmen Seelöwe“ – wurde von Hitler abgesagt, da die deutsche Luftwaffe in der Luftschlacht um England trotz zahlenmäßiger Überlegenheit bei den Piloten (6:1) nicht die Lufthoheit über England erringen konnte.
1940/1941 besetzte Deutschland zusammen mit dem faschistischen Italien die Länder Jugoslawien und Griechenland. Beide Länder wurden unter den verbündeten Diktaturen aufgeteilt. Ihrer Eroberung folgte jedoch ein zermürbender Partisanenkrieg.
Ungarn, Rumänien und Bulgarien wurden als Verbündete des Großdeutschen Reiches gewonnen. Auf Bitten Mussolinis wurden die italienischen Truppen in Nordafrika ab Januar 1941 durch deutsche Verbände unterstützt, das Deutsche Afrikakorps, bekannt geworden durch Generalfeldmarschall Erwin Rommel, den „Wüstenfuchs“.
Am 22. Juni 1941 marschierte die Wehrmacht in den sowjetisch besetzten Teil Polens ein und überfiel unmittelbar danach unter Bruch des deutsch-sowjetischen Nichtangriffspakts die Sowjetunion selbst. In dem als Vernichtungskrieg geplanten „Unternehmen Barbarossa“ gelangten die deutschen Streitkräfte bis vor Moskau, Leningrad und Stalingrad. Die Schlacht von Stalingrad markierte einen Wendepunkt im Krieg gegen die Sowjetunion.
Die besetzten Gebiete im Osten wurden auf Weisung der Nationalsozialisten systematisch ausgeplündert. Das besetzte sowjetische Gebiet wurde in verschiedene Reichskommissariate aufgeteilt, die jeweils einem Reichskommissar unterstellt waren. Der Gesamtplan sah die Aufteilung der UdSSR und ihre Zerstörung als selbständigen Staat vor. Dieses Endziel wurde nur durch den weiteren Kriegsverlauf verhindert, aber mit der systematischen Ausplünderung, Unterdrückung und Ermordung der Zivilbevölkerung wurde begonnen.
Der von Reichsführer SS Heinrich Himmler ausgearbeitete „Generalplan Ost“ sah die Dezimierung der slawischen Völker um insgesamt 30 Millionen und die Unterdrückung der Übrigen vor, die als Bauarbeiter, Hilfsarbeiter, Fabrikarbeiter, Hauspersonal, als Landarbeiter, in der Rüstungsindustrie, beim Straßenbau etc. arbeiten sollten. Gewissermaßen als „ein Vorspiel zum ‚Generalplan Ost‘“ wurden nach dem deutschen Hungerplan vom Mai 1941 landwirtschaftliche Erzeugnisse aus der Ukraine und aus Südrussland in großem Umfang nach Deutschland geschafft.
Während dabei bis zu 30 Millionen Hungertote einkalkuliert wurden, verhungerten auf Grund des fehlgeschlagenen Blitzkriegs mindestens vier Millionen Menschen in den besetzten Gebieten der Sowjetunion.
Zu den Opfern des „Hungerplans“ werden auch die 2,6 Millionen sowjetischen Soldaten gerechnet, die in deutscher Kriegsgefangenschaft verhungerten.
Die jüdische Bevölkerung in den besetzten Gebieten wurde erfasst und in Konzentrationslager deportiert, unzureichend ernährt, zur Zwangsarbeit herangezogen und in dafür eigens eingerichteten Gaswagen und Gaskammern in Vernichtungslagern ermordet.
Besonders in den besetzten Ostgebieten wurden auch viele Tausende Juden von den Einsatzgruppen der Sicherheitspolizei und des SD sowie von SS-Einheiten erschossen und anschließend in Massengräbern verscharrt.
Die Zahl der im Holocaust insgesamt durch Erschießungen, Vergasungen, Hunger, Misshandlung, Zwangsarbeit und Krankheiten umgekommenen Juden wird auf ungefähr 6 Millionen geschätzt. Ihr Besitz wurde enteignet und zu Reichseigentum erklärt. Auf diese Weise standen den Besatzungstruppen finanzielle Mittel in Landeswährung zur Verfügung.

### Von Stalingrad bis zur Kapitulation (1942–1945)
Im Winter 1941/1942 geriet die Offensive der Wehrmacht in der Sowjetunion ins Stocken. Am 11. Dezember 1941 erklärte Hitler, nach dem Angriff des deutschen Verbündeten Japan auf den amerikanischen Stützpunkt Pearl Harbor, den USA den Krieg, die Großbritannien mit Gütern versorgten.
In der Schlacht von Stalingrad musste die Wehrmacht durch Fehlentscheidungen Hitlers ihre erste – und letztlich kriegsentscheidende – Niederlage hinnehmen. Bis Ende 1943 konnte die Rote Armee der Sowjetunion, die auch von den USA mit Waffenlieferungen unterstützt wurde, weite Gebiete zurückerobern. Am 13. Mai 1943 mussten die Achsenmächte in Nordafrika kapitulieren.

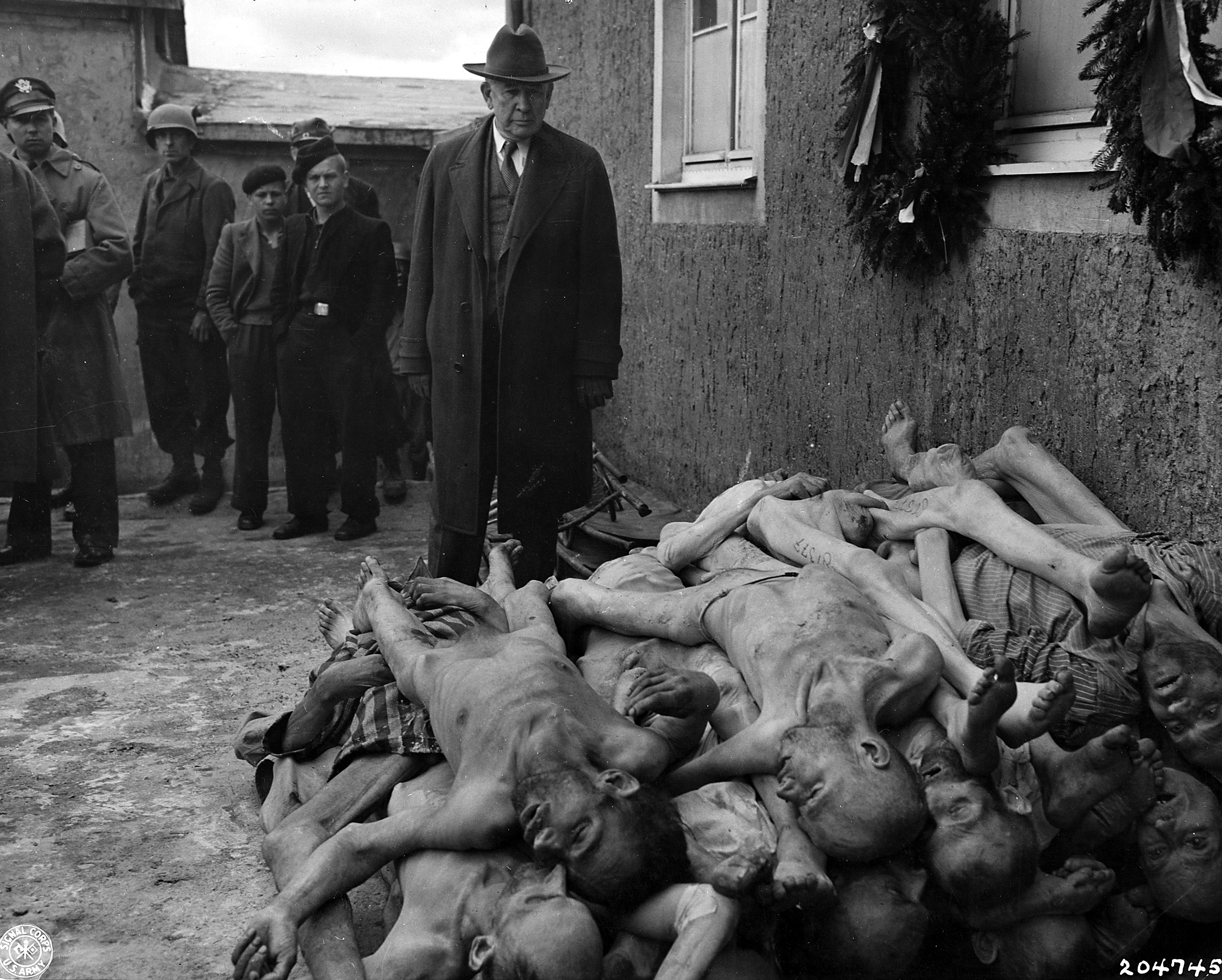
Buchenwald bei Weimar am 24. April 1945

Inzwischen war der seit 1924 ideologisch angekündigte und seit 1933 politisch angebahnte Holocaust an den Juden im Gang. 1943 begann der Bombenkrieg der Alliierten auf deutsche Städte, bei dem etwa 300.000 Zivilisten ums Leben kamen. Am 18. Februar 1943 verkündete Goebbels in der Sportpalastrede den „totalen Krieg“.
Ab Ende 1944 flohen viele Deutsche aus ihrer angestammten Heimat im Osten vor der anrückenden Roten Armee. 1944 eroberte diese weite Teile von Südosteuropa.
Am 6. Juni begann die Invasion der westlichen Alliierten in der Normandie, nachdem sie schon zuvor nach der Landung auf Sizilien von Süden her Italien eroberten und gegen Deutschland im Vormarsch waren. Am 20. Juli scheiterten ein Attentat und ein Putschversuch von Wehrmachtangehörigen und Mitgliedern der Widerstandsgruppe des „Kreisauer Kreises“ gegen Hitler.
Anfang 1945 beschlossen die Alliierten auf der Konferenz von Jalta die Aufteilung des Reiches nach dem Krieg. Um den Alliierten keine brauchbare Infrastruktur zu hinterlassen, erteilte Hitler am 19. März 1945 den Nerobefehl, der aber nur teilweise ausgeführt wurde.
Im April erreichten die sowjetischen Truppen die Reichshauptstadt und es kam zur Schlacht um Berlin. Hitler tötete sich am 30. April im Bunker der Reichskanzlei, nachdem er testamentarisch Admiral Karl Dönitz zu seinem Nachfolger als Reichspräsident und Oberbefehlshaber der Wehrmacht bestimmt hatte.
Neben Hitler töteten sich in der Folge auch andere führende Funktionäre, so Joseph Goebbels und Heinrich Himmler – dieser jedoch erst später in Gefangenschaft, nachdem er mit gefälschten Ausweisen gestellt wurde. In den frühen Morgenstunden des 7. Mai 1945 schließlich unterzeichnete Generaloberst Jodl – von Dönitz hierzu autorisiert – die bedingungslose Kapitulation der deutschen Streitkräfte, die durch Unterzeichnung einer weiteren Kapitulationsurkunde ratifiziert am nächsten Tag in Kraft treten sollte.
Kurz nach der bedingungslosen Kapitulation wurde außerdem die geschäftsführende Reichsregierung mit Karl Dönitz in Flensburg-Mürwik verhaftet.
Der Zweite Weltkrieg dauerte in Südostasien noch bis zum 2. September an. Er forderte insgesamt über 62 Millionen Tote. In den letzten Kriegsmonaten und im Anschluss an die Besetzung des Reichs wurden die meisten noch verbliebenen Deutschen aus Osteuropa vertrieben.

### Völkermord und andere Verbrechen gegen die Menschlichkeit

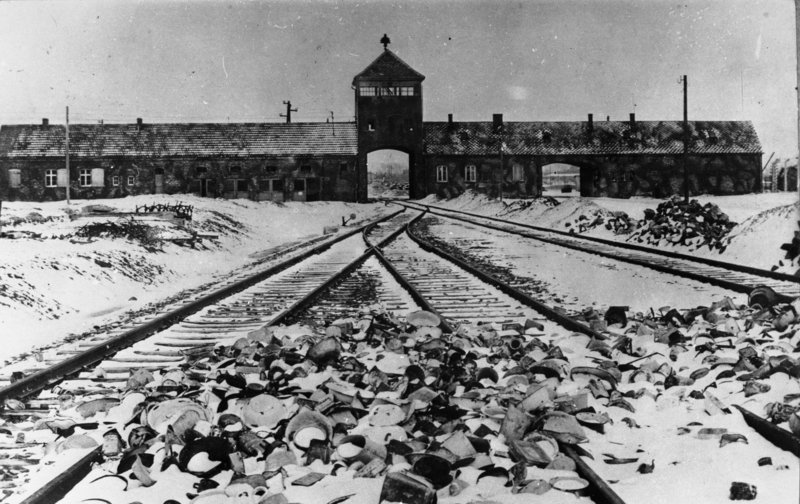
Foto vom Torhaus des Vernichtungslagers Auschwitz-Birkenau, aufgenommen von Stanisław Mucha kurz nach der Befreiung durch die Rote Armee am 27. Januar 1945

Anhänger der Linksparteien, Zeugen Jehovas und oppositionell eingestellte Jugendliche waren schon vor Kriegsbeginn als politisch unerwünschte Gruppen verfolgt und zu Tausenden ermordet worden.
Die Ermordung von Bevölkerungsgruppen aus Gründen der „Rassenhygiene“ begann noch vor dem Krieg mit dem Massenmord an deutschen Behinderten. Die „Aktion T4“ wurde ab Kriegsbeginn auch mit Mangel an Lazarettplätzen begründet und als „Euthanasie“ verschleiert.
Die Ermordung wurde mit der Arbeitsunfähigkeit der Behinderten begründet. Dazu wurden Fachabteilungen psychiatrischer Anstalten an etwa 30 Orten für die Tötungen umgebaut. Die Ermordung geschah auch auf dem Transport in abgedichteten LKWs („Gaswagen“) mit deren Abgasen oder mit Kohlenstoffmonoxid. Die Leichen wurden verbrannt, ihre Angehörigen erhielten falsche Todesbescheinigungen. Die Täter wurden danach als Spezialisten in den Todesfabriken in Osteuropa eingesetzt.
Der Holocaust, der systematische Völkermord an etwa sechs Millionen Juden und „Judenmischlingen“, darunter über drei Millionen Polen und 1,8 Millionen Kindern, war das größte Verbrechen der Nationalsozialisten.
Er begann mit Massenerschießungen von Juden und polnischen Führungskräften durch besondere „Einsatzgruppen“ im besetzten Polen. Es folgten großangelegte Deportationen (unter der Tarnbezeichnung „Umsiedlung“) und Internierungen in Ghettos und Arbeitslager, wo bereits Hunderttausende als Zwangsarbeiter umkamen.
Dorthin wurden auch deutsche und österreichische Juden deportiert; mit Massakern wie dem in Babyn Jar (29./30. September 1941) und Riga (29. November bis 1. Dezember 1941) wurden überfüllte Ghettos für nachrückende Judentransporte geleert.
Mit dem Krieg gegen die Sowjetunion 1941–1945 weiteten sich die Judenmorde zum flächendeckenden Völkermord aus. Zur Durchführung der Aktion Reinhardt ab Juni 1941 wurden drei Vernichtungslager eingerichtet; ab Dezember 1941 begannen die ersten Morde in Gaswagen nach dem Vorbild der Aktion T4.
Damit sollte die Wirkung von Giftgas getestet werden, um effektiver töten zu können und moralische Skrupel der Mörder bei Massenerschießungen zu vermeiden. Auf der geheimen Wannseekonferenz am 20. Januar 1942 organisierten Vertreter aller wichtigen NS-Behörden die begonnene „Endlösung der Judenfrage“ im Detail und verabredeten europaweite Deportationen von bis zu 11 Millionen Juden in die osteuropäischen Ghettos und Lager.
Bis Sommer 1942 waren die Krematorien im KZ Auschwitz-Birkenau fertiggestellt; nun wurden die Massenmorde auf industrielle Vergasung konzentriert. Die Verwertung des Eigentums der etwa drei Millionen Vergasten wurde bis ins Detail geregelt.

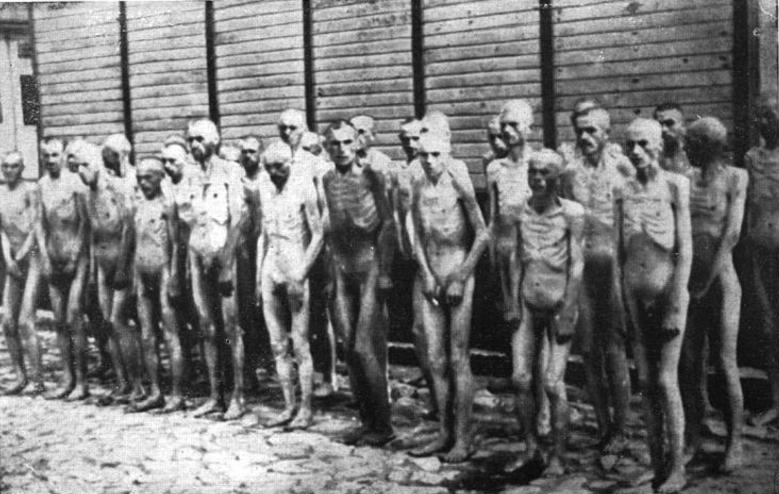
Ausgehungerte sowjetische Kriegsgefangene im KZ Mauthausen

Außer den Juden betrachtete die nationalsozialistische Rassenpolitik auch „Zigeuner“, Slawen oder Homosexuelle als „lebensunwert“ bzw. als „rassisch minderwertig“. Diese Gruppen – die größte unter ihnen etwa 2,5 bis 4 Millionen sowjetische Kriegsgefangene – wurden ebenfalls massenhaft ermordet, teilweise ebenfalls in den Vernichtungslagern.
Diese Menschen, so Timothy Snyder, wurden „gezielt umgebracht, oder es lag die bewusste Absicht vor, sie den Hungertod sterben zu lassen. Wäre der Holocaust nicht gewesen, man würde dies als das schlimmste Kriegsverbrechen der Neuzeit erinnern.“ Hauptgrund für diese Verbrechen war die Rassen- und Lebensraum-Ideologie, die Hitler 1924 in Mein Kampf dargelegt hatte und die seit 1939 in einem Weltkrieg verwirklicht wurde.
Die NS-Täter versuchten, ihre Verbrechen möglichst geheim zu halten und mit Euphemismen wie Umsiedlung oder Sonderbehandlung zu tarnen. Die Deutschen erfuhren durch private Berichte und teils recht unverstellte Andeutungen in Medien dennoch genug Details, um auf den organisierten Judenmord schließen zu können. Das spurlose Verschwinden jüdischer Nachbarn, das Ziel ihrer öffentlichen Abtransporte wurde wahrgenommen, aber nicht weiter hinterfragt.
Der Satz „du kommst sonst ins KZ“ war ab 1933 ein Drohwort für fast jeden. Gerüchte über die Lager „im Osten“ kamen mit den Fronturlaubern praktisch in jedes Dorf; alliierte Rundfunksender (die gehört wurden, obwohl das Hören von Feindsendern verboten war und teils drakonisch bestraft wurde) meldeten die Massenmorde.
Der Holocaust war in Deutschland ein „offenes Geheimnis“: Wer es wissen wollte, konnte es wissen, doch hielt ein verbreiteter Mangel an Neugier viele Deutsche von genauerer Kenntnis ab. Der polnische Geheimdienst lieferte den Briten bereits 1942 den Beweis für den Massenmord in Auschwitz.
Auch der damalige Papst Pius XII. wusste früh davon.
Die ständigen Angriffe gegen jüdische Bevölkerungsteile ab April 1933 wurden zum Teil passiv akzeptiert und von Nutznießern begrüßt. Enteignungsartige „Arisierungen“ selbst kleinster Geschäfte oder Betriebe hatten immer Nutznießer und geschahen vor den Augen der örtlichen Bevölkerung.
Rettungsaktionen für Juden waren eine seltene Ausnahme; Mittäterschaft oder Gleichgültigkeit waren die Regel.
Oskar Schindler bewahrte rund 1200 jüdische Zwangsarbeiter aus Krakau vor der Ermordung im KZ Auschwitz. Das von der Bekennenden Kirche 1938 eingerichtete Büro Grüber verhalf vor allem Judenchristen bis zu seiner Schließung 1940 heimlich zur Ausreise.
In den Nürnberger Prozessen wurden nur führende Personen unter anderem wegen Verbrechen gegen die Menschheit und Kriegsverbrecher verurteilt. Eine wirkliche Aufarbeitung der NS-Verbrechen und ihrer Ermöglichung begann in Westdeutschland erst um 1960. Seit 1945 hat die Holocaustleugnung eine dauerhafte und internationale Tradition.
Am United States Holocaust Memorial Museum wird seit dem Jahr 2000 an einer Encyclopedia of Camps and Ghettos geschrieben (Leitung: Geoffrey Megargee und Martin Dean). 2013 nannten sie über 42.500 Orte der Gewalt, die es im Dritten Reich im besetzten Europa gab (darunter Konzentrationslager, Arbeitslager, Gettos, Judenhäuser und Orte, an denen Frauen zur Prostitution gezwungen wurden).
Bis dahin war diese Zahl weit geringer geschätzt worden.

### Zwangsarbeiter und Beutekinder

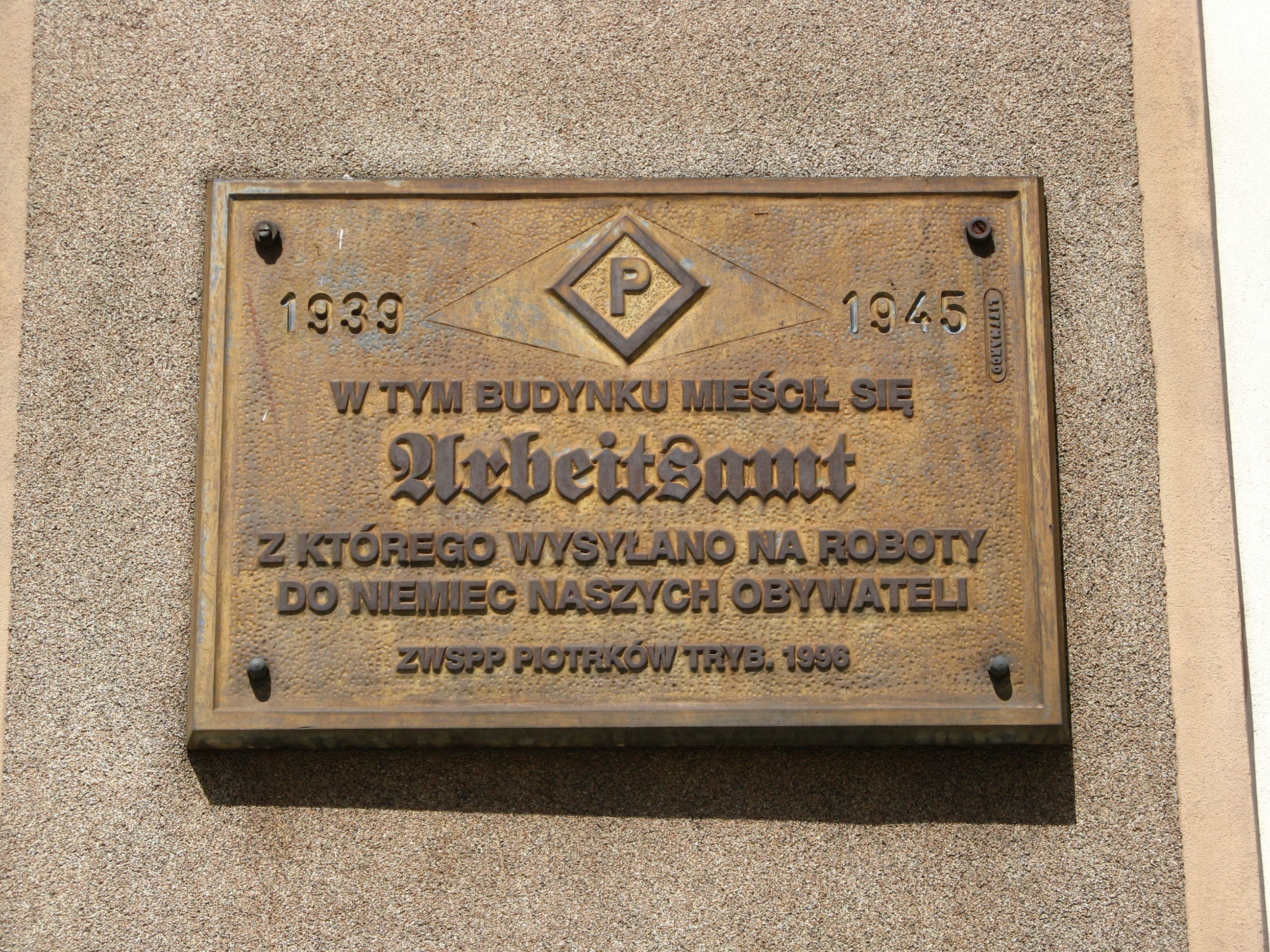
Gedenktafel Arbeitsamt 1939–1945 in Piotrków Trybunalski, Polen

Millionen Menschen aus den besetzten Gebieten, insbesondere aus Polen, den Balkanländern und der Sowjetunion, wurden ins Reichsgebiet entführt oder auch in den besetzten Gebieten als Zwangsarbeiter ausgebeutet. Viele von ihnen überlebten den Zweiten Weltkrieg nicht. Die Kinder der Zwangsarbeiterinnen wurden in auf Himmlers Befehl eingerichtete „Ausländerkinderpflegestätten“ gebracht, die kein anderes Ziel hatten, als diese „unerwünschten“ Kinder unbemerkt von der Öffentlichkeit verkümmern zu lassen.
Daneben wurden zehntausende polnische Kinder, die die „rassischen Merkmale“ erfüllten, ihren Familien weggenommen und nach Deutschland deportiert, von denen die wenigsten nach dem Krieg zu ihren Eltern zurückkehren konnten. Andere, die die rassischen Merkmale nicht erfüllten, wurden massenhaft in Konzentrationslagern ermordet. Der bekannteste Fall dürfte die Deportation zehntausender Kinder aus der Gegend um Zamość – in der Deutsche aus dem Baltikum und Bessarabien angesiedelt wurden – nach Auschwitz gewesen sein.

## Widerstand gegen den Nationalsozialismus
Schon vor der Machtübernahme begann der Widerstand verschiedenster Gruppen gegen die Nationalsozialisten. In der Zeit des Nationalsozialismus selbst beschränkte sich der Widerstand, der immer mit Lebensgefahr verbunden war, auf eine verschwindend kleine Minderheit der deutschen Bevölkerung, wohingegen dieser Widerstand in den im Zweiten Weltkrieg besetzten Gebieten, beispielsweise im Partisanenkrieg, größere Ausmaße annahm.
Kurz nach der Machtübernahme der NSDAP waren vor allem kommunistische, sozialdemokratische und andere linke Gruppen aktiv. Diese wurden jedoch innerhalb weniger Jahre durch die Gestapo und die SS stark geschwächt.
Im Reich konnte beispielsweise der katholische Bischof von Münster und Kardinal Clemens August Graf von Galen durch seine öffentliche Verurteilung der Morde an den Behinderten dazu beitragen, dass die Aktion T4 von den Nationalsozialisten eingestellt wurde.
Einzelpersonen der evangelischen Bekennenden Kirche wie etwa Pastor Martin Niemöller oder Dietrich Bonhoeffer schlossen sich nach Ausbruch des Zweiten Weltkrieges Widerstandskreisen an.
Bonhoeffer musste wie viele andere NS-Gegner seinen Mut im KZ mit dem Leben bezahlen. Der kommunistische Einzelkämpfer Georg Elser verübte am 8. November 1939 im Münchner Bürgerbräukeller ein Bombenattentat auf Hitler, das dieser aber überlebte, weil er den Saal unerwartet kurz vor der mit einem Zeitzünder eingestellten Detonation der Bombe verließ.
Elser wurde bald gefasst und im April 1945 im KZ Dachau ermordet. Die Münchner studentische Widerstandsgruppe Weiße Rose um die Geschwister Hans und Sophie Scholl rief in mehreren Flugblättern zum Widerstand gegen das NS-Regime auf. Außerdem suchte diese Gruppe Kontakt zu Widerstandskreisen in der Wehrmacht.
Die bedeutendsten Mitglieder der Gruppe wurden im Februar 1943 gefasst und vom Volksgerichtshof unter dem Vorsitz des berüchtigten Richters Roland Freisler zum Tode verurteilt und kurze Zeit später hingerichtet. Im Kölner Raum traten die Edelweißpiraten auf, einige Gruppen von aus der bündischen und kommunistischen Tradition kommenden Jugendlichen, die sich zunächst gegen die Uniformität der Hitler-Jugend gewandt hatten, im Lauf des Krieges aber auch zu konkreten Widerstandsaktionen übergingen, die bis hin zu Sabotageakten reichten.
Von Wien aus leitete die Widerstandsgruppe rund um Kaplan Heinrich Maier Informationen über Standorte, Beschäftigte und Produktionen der NS-Rüstungsbetriebe an die Alliierten, um damit deren Bombern gezielte Luftschläge zu ermöglichen, womit der Krieg verkürzt und die Zivilbevölkerung geschont werden sollte. Die Widerstandsgruppe Rote Kapelle bestand aus verschiedenen unabhängigen Gruppen, die auf mehreren Ebenen gegen das Regime arbeitete.
Der vereinzelt und vergleichsweise selten vorkommende Widerstand von Privatpersonen, der sich eher im Stillen abspielte, entsprang oft einer moralischen Abscheu gegenüber den Taten des Regimes oder dem Mitleid mit den Opfern. Er reichte von der Verweigerung des Hitlergrußes bis hin zur verbotenen Versorgung mit Lebensmitteln für Zwangsarbeiter oder dem Verstecken von Verfolgten, meist Juden.
Hitler überlebte mehrere Anschläge, darunter das bis heute bekannteste Attentat vom 20. Juli 1944, das vom militärischen Widerstand, der auch Kontakt zur Widerstandsgruppe Kreisauer Kreis hatte, organisiert worden war. Im Anschluss an das Sprengstoffattentat, das von Oberst Claus Schenk Graf von Stauffenberg durchgeführt wurde, kam es in Berlin in der „Operation Walküre“ zu einem Putschversuch, der aber nach dem Bekanntwerden von Hitlers Überleben schnell in sich zusammenfiel und niedergeschlagen wurde.
Die unmittelbaren Akteure des Putschversuchs, Mitglieder der Wehrmacht, unter ihnen auch Stauffenberg selbst, wurden noch in der Nacht vom 20. auf den 21. Juli 1944 erschossen. Im Zuge der folgenden Ermittlungen kam es zur Entdeckung weiterer Umsturzpläne aus den Jahren 1938 bis 1944. Bis zum Kriegsende wurden in Prozessen vor dem Volksgerichtshof, die anfangs in Ausschnitten in der Wochenschau gezeigt wurden, über 200 Personen im Zusammenhang mit dem Attentat vom 20. Juli zum Tode verurteilt. Mehreren populären Generälen (u. a. Erwin Rommel, Günther von Kluge), die in den Verdacht der Mitwisserschaft gerieten, wurde der Ehrensuizid nahegelegt.
Wichtige exekutive Instanzen der Verfolgung vor allem des innerdeutschen Widerstands waren die Geheime Staatspolizei (Gestapo) und der Volksgerichtshof.
Widerstand leisteten auch in Deutschland oder im Exil lebende Künstler wie der kritische Schriftsteller und Dramatiker Bertolt Brecht und andere, die sich mit ihren Mitteln – meist publizistisch – gegen das NS-Regime wandten.
Neben dem Widerstand in Deutschland entstanden nach Kriegsbeginn auch in den besetzten Gebieten Widerstandsgruppen wie zum Beispiel die Polnische Heimatarmee oder die Résistance in Frankreich. Sie lieferten den Deutschen unter deren Besatzung erbitterten Widerstand im Partisanenkrieg, der vor allem in den Balkanstaaten Jugoslawien, Albanien und Griechenland sowie in Polen (Warschauer Aufstand) besonders effektiv war, allerdings auch äußerst grausame Vergeltungsaktionen der deutschen Besatzer nach sich zog – wie etwa massenhafte Geiselerschießungen von Zivilisten. Insbesondere im besetzten Polen wurde sehr häufig wahllos die Bevölkerung ganzer Dörfer und Städte in Vergeltungsakten für geleisteten Widerstand ermordet.
Von den Alliierten wurde der Widerstand in Deutschland selbst, anders als der in den besetzten Gebieten, so gut wie nicht unterstützt. Vielmehr bewirkte das alliierte Kriegsziel einer bedingungslosen Kapitulation eine fortdauernde Solidarisierung der deutschen Bevölkerung mit der NS-Führung, da es auch nach einem Staatsstreich kaum günstigere Friedensbedingungen erwarten ließ.

## Reflexionen zum Stand der NS-Forschung
Einen Überblick über die Kontroversen zur NS-Forschung bis zur Jahrtausendwende findet man bei Ian Kershaw, der in einem Kapitel seines einschlägigen Werks Betrachtungen zum „Wesen des Nationalsozialismus“ diskutiert und im Schlusskapitel „historiographische Entwicklungstendenzen seit der deutschen Vereinigung“.
Zum bereits in den 1920er Jahren auf Faschismus und Nationalsozialismus bezogenen Totalitarismus-Begriff stellt er fest, dass die Totalitarismustheorie in den 1990er Jahren wieder aufgelegt worden und nach wie vor weit verbreitet sei. Die hitzigen ideologischen Debatten, die die Zeiten des Kalten Krieges beherrschten, hätten sich jedoch in Luft aufgelöst.
Michael Burleigh bekundet in seiner Gesamtdarstellung Zeit des Nationalsozialismus zwar Verständnis dafür, dass deutschsprachige Historiker sich bei ihrer Aufarbeitung der NS-Zeit auf die deutsche Geschichte zwischen 1933 und 1945 konzentrierten, hält aber entgegen, dass die Welt die Auswirkungen des Nazismus auch bereits vor Kriegsausbruch zu spüren bekommen habe, etwa durch die zahlreichen Flüchtlinge, die sich aus Deutschland und Österreich absetzten, aber auch in Gestalt von willkürlichen und gewaltsamen Störungen der internationalen Ordnung.
Bei der Darstellung der im Zweiten Weltkrieg begangenen Verbrechen ist Burleigh auch die Darstellung europäischer Erscheinungsformen der Kollaboration mit den Nationalsozialisten wichtig sowie die Beteiligung nichtdeutscher und nichtösterreichischer Täter am Holocaust.
Als politische Religion und totalitäre Herrschaftsform deutet und behandelt Burleigh den Nationalsozialismus in seinem Werk und merkt wie Kershaw dazu an, dass dieser Ansatz erst in den 1990er Jahren wieder „in Mode gekommen“ sei.
„Totalitären Gestaltungswillen“ erkennt Riccardo Bavaj bei den Nationalsozialisten in seiner 2016 publizierten Synthese und erläutert: „Von totalitärem Gestaltungswillen ist die Rede, nicht weil an einer Totalitarismustheorie klassischer Prägung festgehalten werden soll, sondern weil der Begriff des Totalitären den politischen Anspruch der Nationalsozialisten, der auf eine vollständige Entgrenzung des Politischen zielte, typologisch am besten fasst.“
Die NS-Volksgemeinschaft stand demnach für ein „totalitäres Sozialexperiment“, bei dem es darum ging, Gesellschaft in homogene Gemeinschaft umzuformen, „organisiert in Form einer Führerschaft, die sich als Ausdruck eines vermeintlich einheitlichen Volkswillens inszenierte.“ Krieg, Expansion und Vernichtung waren für Bavaj „integrale Bestandteile“ dieses Experiments.
Im Fazit seiner 2017 erschienenen Studie «Ein Volk, ein Reich ein Führer». Die deutsche Gesellschaft im Dritten Reich konstatiert Dietmar Süß, der Nationalsozialismus habe nicht nur die bestehenden Formen pluraler Öffentlichkeit zerschlagen, sondern habe auch in die Lebensführung jedes Einzelnen, jeder Familie eingegriffen. „Aber dieses private Leben war nicht einfach fremdgesteuert durch die NS-Führer, denn viele Volksgenossinnen und Volksgenossen konnten individuelles Glück durchaus mit veränderten politischen Bestimmungen in Übereinstimmung bringen. Sie trugen mit dazu bei, dass der Nationalsozialismus in beinahe alle Ritzen der Gesellschaft eindringen konnte, ja sie verkörperten häufig genug selbst die totalitären Ansprüche des Regimes.“
Der Historiker Wolfgang Wippermann dagegen lehnt in diversen Publikationen, zuletzt im Jahr 2002, eine Anwendung des Totalitarismusbegrffs auf die NS-Zeit strikt ab: Die darin inhärente Gleichsetzung des Nationalsozialismus mit dem Stalinismus oder anderen Diktaturen von links diene der Relativierung und Verharmlosung der nationalsozialistischen Verbrechen: Sie stelle „die Singularität des Holocaust in Frage“.
Für Magnus Brechtken nahm das Dritte Reich trotz aller Kompetenzkämpfe von NS-Größen untereinander und trotz konkurrierender Institutionen – die sogenannte Polykratie in der nationalsozialistischen Herrschaft also inbegriffen – keine beliebige Entwicklung. Es zeige sich eine zielgerichtete, „ideologiegetriebene Abfolge von radikalisierenden Schritten“: Rassensegregation, völkische Militarisierung, territoriale Expansion und völkerverschiebender Lebensraumkrieg unter Einschluss millionenfacher Menschenvernichtung. „Dieser Impetus ging von Hitler aus, setzte sich in seinen Gläubigen fort und zwang schließlich mit dem Krieg das gesamte Volk in seinen Dienst.“
Ausschlaggebend für die rasche Entfaltung und breite Anerkennung der NS-Herrschaft in der Bevölkerung war aus der Sicht von Norbert Frei, dass es dem Regime gelang, „die Bedürfnisse und Sehnsüchte breiter Schichten überzeugend anzusprechen, zu seiner Sache zu erklären und wenigstens zum Teil auch zu befriedigen.“
Darin habe die Modernität des Hitler-Staats gelegen, und dies erkläre auch die langanhaltende Fähigkeit, die Massen zu mobilisieren und sich ihre Loyalität zu erhalten. „Der verbreitete Hunger nach sozialer Integration wurde beantwortet mit permanenter klassenübergreifender Mobilisierung und dem expliziten Verzicht auf politische Normalität.“ Eine nicht aufzulösende „Verknüpfung von technischer Modernität und reaktionärer Vision“ sei für die Wirklichkeit des Dritten Reiches grundlegend gewesen.
In seinem Aufriss neuerer Forschungstendenzen sieht Jörg Echternkamp auf internationaler Ebene unterschiedliche Schwerpunktsetzungen: Während im Zentrum der amerikanischen Forschung demnach mit den Holocaust-Studien der Genozid an den europäischen Juden steht, gilt das Interesse in Großbritannien vor allem den Terror-Instrumenten der NS-Herrschaft.
Jüngere deutsche Studien legten einen Akzent auf das Bedingungsgefüge, das die Identifikationsbereitschaft der großen Bevölkerungsmehrheit mit der von den Nationalsozialisten propagierten „Volksgemeinschaft“ bis weit in den Zweiten Weltkrieg zu erklären hilft.
Die Frage nach der Attraktivität des Nationalsozialismus sei unbequem, so Echternkamp, und gehe über die in den 1990er Jahren diskutierte Frage nach der Modernität des Nationalsozialismus hinaus, die „die Wogen hochschlagen ließ.“
Es gehe es um die Kernfrage, warum sich so viele Deutsche für ein System begeistert haben, das wie kein anderes für Verfolgung, Terror und Massenmord stehe. Zudem mache „dieses Freilegen von Kontinuitätslinien“ die NS-Forschung anschlussfähig „gegenüber der Geschichte der Nachkriegszeit und der beiden deutschen Staaten.“
Demgegenüber betont Ian Kershaw u. a. wegen begrifflicher Unschärfe einen nur begrenzten Erklärungswert des Volksgemeinschaftskonzepts.
Zum Leitbild der „Volksgemeinschaft“ in der NS-Zeit stellt Michael Wildt resümierend fest, dass die soziale Wirklichkeit nach einhelliger Forschungsauffassung dem propagierten Anspruch nicht entsprochen hat: „Entgegen dem von Hitler und Goebbels immer wieder beschworenen Ende des Klassenkampfes und der Einheit aller Arbeiter der Stirn und der Faust sowie der Unternehmer blieben die strukturellen Unterschiede und sozialen Asymmetrien zwischen Arbeitgebern und Arbeitnehmern, Kleingewerbetreibenden und Großbetrieben, selbstständigen Kleinbauern und Großgrundbesitzern auch im Nationalsozialismus erhalten.“
Statt einem nationalsozialistischen Propagandabegriff aufzusitzen, gelte es, von der gesellschaftlichen Wirklichkeit auszugehen „und Dimensionen von Zustimmung und Abwehr, Mitmachen und Verweigern, Anteil nehmen und Wegschauen zu erkunden.“
Ein wissenschaftlich produktiver Umgang mit dem Begriff setzt für Wildt „Volksgemeinschaft“ nicht als gegeben voraus, sondern untersucht die Praktiken ihrer Herstellung, also der Vergemeinschaftung. Dabei erscheint es ihm lohnend, die die „Aneignungsweisen“ nach Generation und Geschlecht zu untersuchen, „gerade weil sich das NS-Regime intensiv bemühte, sowohl die Jugend als auch die Frauen an sich zu binden.“
Dabei sei etwa die „maskuline Vergemeinschaftung“ durch „Kameradschaft“ von den Gemeinschaftserlebnissen junger BDM-Führerinnen zu unterscheiden.
Deren Gemeinschaftsgefühl habe sich auch aus einem Zuwachs an Verantwortung und aus dem Zugang zu Leitungspositionen gespeist, die ihnen als jungen Frauen vordem nicht offengestanden hätten.
In der jüngeren NS-Forschung beobachtet Echternkamp eine Verschiebung des zeitlichen Fokus von 1933 auf 1939/41. Während es in der älteren Forschung vor allem um die Frage gegangen sei, wie es zum Aufstieg des Nationalsozialismus habe kommen können und wie sich der „deutsche Sonderweg“ erklären lasse, sei unterdessen der Beginn des Krieges und des Völkermords stärker in den Fokus des Interesses gerückt. Ulrich Herbert signalisiert in seiner Darstellung des Dritten Reiches ebenfalls eine Fokusverschiebung.
Für 1933 bis 1939 gehe es nur um spezifisch deutsche Geschichte; die Jahre von 1939 bis 1945 hingegen seien Teil der europäischen und Weltgeschichte „und für nahezu alle europäischen Staaten die bis heute schrecklichste Phase ihrer Vergangenheit.“ Dieses Ungleichgewicht müsse sich, so Herbert, in den Proportionen seiner Überblicksdarstellung niederschlagen.